# North American F-86A/E/F Sabre
Le versioni A, E e F del North American F-86 Sabre furono quelle destinate al ruolo di "caccia diurno", caratterizzate cioè dall'assenza di propri apparati radar capaci di garantire l'acquisizione di bersagli anche in condizioni di visibilità ridotta o nulla da parte del pilota.
Gli oltre 3 000 esemplari appartenenti a queste tre serie, sviluppate direttamente dai prototipi, furono costruiti a partire dal 1950 e fino al 1956 dalla North American Aviation negli impianti di Inglewood (in California) e di Columbus (nell'Ohio); in questi numeri è compreso un lotto di 300 esemplari che fu costruito dalla giapponese Mitsubishi Heavy Industries assemblando le parti originali realizzate dalla casa madre.
Di questa tipologia di velivoli avrebbe dovuto far parte anche la prevista versione B la cui realizzazione venne però accantonata.

## Storia del progetto
La versione P-86A (ridenominata F-86A nel giugno del 1948) fu in assoluto la prima versione del Sabre a entrare in produzione; il primo lotto di 33 esemplari venne ordinato dall'USAF il 20 dicembre 1946: all'epoca il prototipo non era stato nemmeno completato e avrebbe volato per la prima volta solo dieci mesi dopo, ma i vertici dell'aviazione erano rimasti particolarmente impressionati dal suo disegno, in particolare nel confronto con il "cugino" FJ-1 Fury le cui linee erano decisamente meno accattivanti.
Quando il primo P-86A fu portato in volo, il 20 maggio 1948, la principale differenza rispetto ai tre prototipi XP-46 era rappresentata dall'installazione del motore General Electric J47, capace di esprimere una forza pari a 21,6 kN (2 200 kgf o 4 850 lbf), grazie al quale le prestazioni di velocità orizzontale e variometrica del Sabre subivano un considerevole incremento rispetto a quelle del prototipo.
A parte i primi 33 esemplari (appartenenti al "blocco produttivo" P-86A-1), il P-86A fu dotato di un pilone subalare per ciascuna semiala, assenti sui prototipi XP-86, ai quali era possibile agganciare sia carichi offensivi sia serbatoi supplementari di carburante; in assenza di questi ultimi l'autonomia operativa del caccia era tuttavia limitata a 50 miglia (80 km).

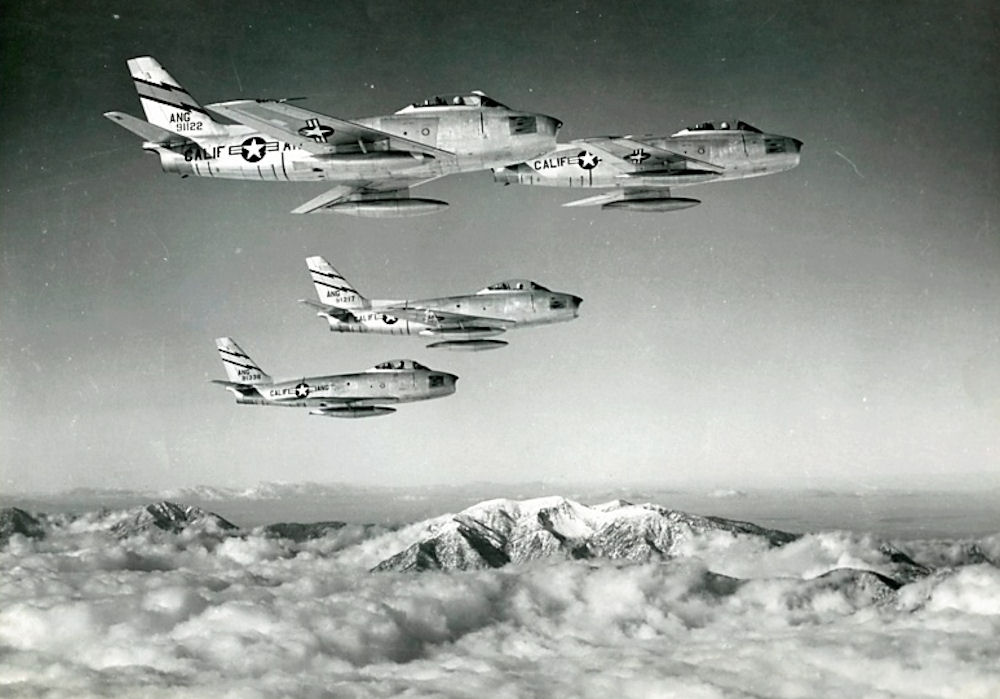
F-86A con le insegne della California Air National Guard.

Il primo P-86A (NA-151, secondo la designazione aziendale) fu portato in volo il 20 maggio del 1948 e venne ridenominato F-86A a partire dal successivo mese di giugno; il nome ufficiale di Sabre (sciabola) fu assegnato solamente nel marzo dell'anno seguente a seguito di una sorta di concorso tenutosi nell'ambito del 1st Fighter Group, primo reparto dell'USAF ad avere in dotazione i nuovi caccia.
Il secondo lotto di velivoli, costituito da 188 esemplari identificati come F-86A-5 (ma rimasti NA-151 per l'azienda), fu consegnato tra marzo e settembre del 1949 ed era contraddistinto dall'impiego del motore J47-GE-7 da 5 340 libbre forza (23,8 kN). Seguì un terzo blocco produttivo, questa volta denominato NA-161 dall'azienda ma rimasto F-86A-5 per l'USAF, le cui consegne ebbero luogo tra ottobre del 1949 e dicembre del 1950; in questo caso il motore installato fu il General Electric J47-GE-13 da 5 450 libbre forza (24,2 kN).
Nel frattempo, il 23 settembre del 1950, aveva volato il primo esemplare della nuova variante da caccia diurna F-86E (NA-170): contraddistinta in particolare dalla presenza di stabilizzatori completamente mobili (operanti in solido con gli equilibratori) e attuati unicamente da un sistema idraulico, la nuova versione si presentava pressoché invariata esternamente rispetto alla precedente tranne che per una protuberanza nella zona della fusoliera immediatamente anteriore all'equilibratore al di sotto della quale erano sistemati i meccanismi del suo movimento. La produzione dell'F-86E avrebbe dovuto attestarsi su due lotti (rispettivamente 60 esemplari di F-86E-1 e 51 di F-86E-5) a cui avrebbe dovuto seguire l'introduzione della successiva versione F-86F ma ritardi nella produzione del motore J47-GE-27 portarono a un cambiamento nei programmi, per cui altri 225 esemplari di Sabre furono completati secondo lo standard F-86E (132 indicati come F-86E-10 e 93 come F-86E-15). In totale, quindi, furono realizzati 336 velivoli della variante F-86E tra il settembre del 1950 e il dicembre del 1952; diversi di questi velivoli furono successivamente uniformati allo standard di F-86F.
La versione F-86F fu di gran lunga, tra i Sabre in configurazione "caccia diurno", quella costruita nel maggior numero di esemplari, che complessivamente furono 2 539: di questi 1 539 furono realizzati negli impianti della North American di Inglewood (i cui blocchi produttivi furono identificati con il suffisso "NA"), 700 in quelli di Columbus (con suffisso "NH") mentre i rimanenti 300 furono assemblati in Giappone dalla Mitsubishi Heavy Industries nella fabbrica di Nagoya, usando parti prodotte a Inglewood.
Il processo evolutivo dell'F-86F fu considerevolmente articolato e i Sabre di questa versione, realizzati nel lasso di tempo di cinque anni tra il 1951 e il 1956, subirono diverse modifiche, in alcuni casi anche drastiche, che portarono alla definizione di nove diverse denominazioni di fabbrica (per la precisione le diverse evoluzioni progettuali furono individuati come modelli NA 172-176-191-193-202-227-231-238-256). Dal canto suo l'USAF identificò gli stessi aerei con nove diversi codici di "blocchi produttivi", seguendo lo schema numerico già introdotto con l'F-86A.
Il primo dei sessantotto F-86F-1-NA (per il costruttore modello NA-172) fu portato in volo il 19 marzo del 1952 ed era identico ai precedenti F-86E tranne che per il motore J47-GE-27 che, con i suoi 27,6 kN di spinta (2 760 kgf o 6 090 lbf), garantiva al velivolo un sensibile incremento delle prestazioni, in particolare in termini di velocità variometrica.
Nel mese di giugno furono consegnati i primi F-86F-5-NA (ancora NA-172), dotati di piloni subalari rinforzati, capaci di trasportare serbatoi supplementari da 200 galloni americani (757 l), in sostituzione dei precedenti da 120 galloni americani (454 l), garantendo così al Sabre un incremento di autonomia in combattimento pari a 33 miglia (53 km); ne furono realizzati però solo ventisei prima che facesse la propria comparsa il successivo lotto di trentaquattro F-86F-10-NA la cui unica modifica consisteva nell'impiego di nuovi organi di mira, in particolare grazie all'introduzione di un nuovo radar per la rilevazione della distanza del bersaglio.
Gli ultimi Sabre identificati come modello NA-172 furono i cento esemplari originariamente codificati dall'USAF come F-86F-15-NA la cui caratteristica peculiare era la riprogettazione della disposizione di tutti i sistemi di controllo: le modifiche furono apportate sulla base dei riscontri operativi ottenuti durante la guerra di Corea e consisterono nello spostamento fisico degli apparati verso zone rivelatesi più difficili da colpire, nella realizzazione di sistemi di backup e nella predisposizione di maggiori difese passive (in particolare corazzatura di maggior spessore). Tuttavia, come già detto, nel mese di aprile del 1952 la nuova insorgenza di problemi al motore General Electric J47-GE-27 costrinse la North American a installare, su ben novantatré di questi velivoli, la precedente versione J47-GE-13 che portò a modificare la denominazione degli aerei in F-86E-15.
Nel mese di maggio comparvero i primi Sabre realizzati nello stabilimento di Columbus, designati con il codice di modello NA-176; per quanto identificati dall'USAF come F-86F-20-NH, erano pressoché invariati rispetto agli F-86F-15 dai quali differivano solo per un diverso apparato di trasmissione radio e per la disposizione interna della cabina di pilotaggio.
Sul finire del 1952 comparve il modello NA-191 con il quale il Sabre acquisì per la prima volta reali capacità di operare in missioni di supporto tattico poiché la struttura alare fu irrobustita e dotata di un secondo pilone all'intradosso alare. In questo modo il Sabre poteva essere dotato contemporaneamente di serbatoi supplementari di carburante che di carichi bellici offensivi; questi ultimi potevano tuttavia essere agganciati solamente al pilone più interno, per un peso massimo di 1 000 libbre (454 kg) trasportabile per ciascuna semiala. Questa nuova configurazione contraddistinse oltre agli F-86F-30-NA (prodotti a Inglewood da ottobre 1952), anche gli aerei del lotto F-86F-25-NH (usciti dagli impianti di Columbus a partire dal gennaio del 1953 e appartenenti al modello NA-193) e fu impiegata anche sugli ultimi 341 velivoli NA-176 in corso di costruzione. Grazie a questa soluzione un Sabre poteva ora compiere una missione di attacco al suolo godendo di un'autonomia pari a 568 miglia (914 km) mentre l'autonomia alla velocità di crociera si attestava a 1 600 miglia (2 575 km).
Nel frattempo, a partire dall'estate del 1952, la North American sviluppò l'idea di un'ala priva di slat al fine di incrementare la velocità di punta del Sabre; allo scopo furono modificati e portati in volo tre esemplari con le cui ali, prive di ipersostentatori nel bordo d'entrata, avevano corda allungata di 6 pollici (15,2 cm) alla radice e di 3 pollici (7,6 cm) all'estremità. La modifica comportò l'aumento della superficie alare e dell'angolo di freccia delle ali stesse mentre la variazione del flusso d'aria originata dalla modifica alle forme dell'ala determinò la necessità di introdurre una piccola paratia disposta lungo la linea di corda sull'estradosso dell'ala a circa il 70% della sua apertura.

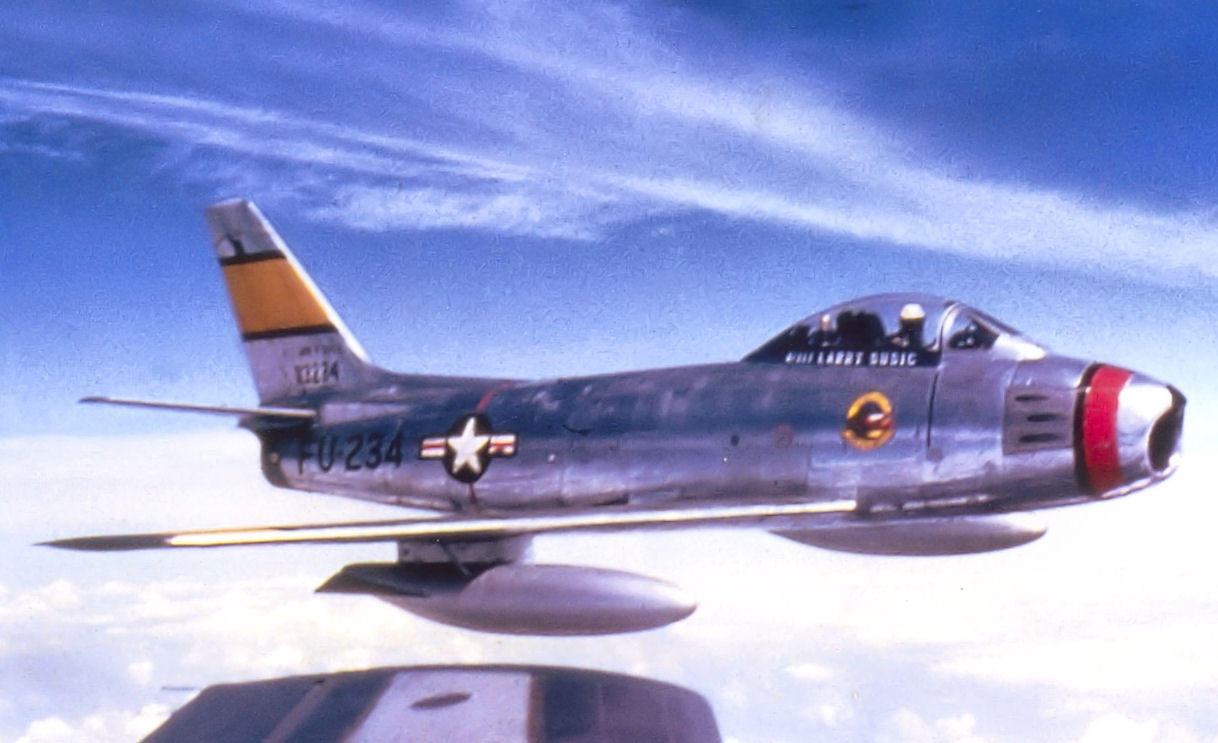
Un F-86F del 78th Fighter-Bomber Squadron.

Così modificata l'ala fu ben presto identificata come "ala 6-3"; gli effetti delle modifiche determinarono riscontri positivi sia in termini di velocità massima, che passò da 688 a 695 miglia all'ora (1 118 km/h) a livello del mare e da 604 a 608 miglia all'ora (978 km/h) alla quota di 35 000 piedi (10 668 m), sia in termini di maneggevolezza poiché, ritardando l'insorgenza dei fenomeni di buffeting, consentiva ai piloti virate più strette alle quote più elevate; di contro l'eliminazione degli slat determinò l'incremento della velocità di stallo dell'aereo, che salì da 128 a 144 miglia all'ora (232 km/h), e l'insorgenza di effetti di imbardata e rollio in prossimità di tale limite.
L'ala "6-3" fu comunque adottata come elemento di serie a partire dal 171º esemplare di F-86F-25 e dal 200°F-86F-30, mentre kit di trasformazione furono consegnati ai reparti (compresi quelli operanti in Corea) per le modifiche sul campo degli esemplari già consegnati.
Il successivo lotto di produzione dell'F-86F fu identificato come F-86F-35-NA; modello realizzato in 265 esemplari complessivamente (di cui 108 NA-191 e 157 NA-202), fu equipaggiato anche per l'utilizzo di una bomba atomica di tipo "Mark 12" il cui lancio avrebbe dovuto avvenire, sotto la guida del sistema "LABS" (Low Altitude Bombing System), usando la tecnica del bombardamento in cabrata concluso con la virata di Immelmann.
Con la consegna del 265º esemplare di F-86F-35, nell’agosto del 1954 avrebbe dovuto concludersi la produzione della variante F-86F del Sabre, per il quale era prevista la successiva sostituzione con aerei con capacità supersoniche, come l’F-100 Super Sabre.
Già dalla metà dello stesso anno divenne, tuttavia, chiaro che le richieste di velivoli provenienti dai paesi alleati nell’estremo oriente, nell’ambito del Military Assistance Program (noto anche come Mutual Defense Assistance Act), non potevano essere soddisfatte con esemplari giacenti come surplus negli stock dell’USAF. Sul finire del 1953, infatti, gli Stati Uniti, il Regno Unito e la Francia decisero di permettere il riarmo del Giappone consentendo la creazione di forze di “auto difesa”. La priorità fu attribuita alla costituzione della Kōkū Jieitai  la cui dotazione di aerei da caccia avrebbe dovuto essere costituita da Sabre del tipo F-86F.
Nel luglio del 1954 la North American raggiunse un accordo con la Mistubishi Heavy Industries (la stessa azienda che, in un passato non remoto, aveva realizzato il temuto Zero) per la realizzazione di una nuova variante del Sabre, definita F-86F-40: questi nuovi velivoli sarebbero stati forniti in “kit” costruiti dalla North American, da assemblare presso la Mitsubishi in Giappone.
Ben presto ci si rese conto che la procedura scelta avrebbe comunque comportato tempi piuttosto lunghi per cui venne presa la decisione di riaprire le linee di produzione del Sabre negli stabilimenti della North American a Inglewood, nei quali fu realizzato un ultimo lotto di 280 esemplari, cui si sarebbero successivamente aggiunti i 300 assemblati dalla Mitsubishi.
Sostanzialmente simile alle versioni “F-25” e “F-30”, la nuova variante si caratterizzava per la presenza di una nuova configurazione dell’ala: venivano infatti riproposti gli slat sul bordo d’entrata mentre l’apertura veniva ulteriormente ampliata rispetto a quella della precedente “6-3”; in questo modo la superficie complessiva passava da 302,3 a 313,4 piedi quadri (29,1 m²), migliorando sensibilmente la maneggevolezza del velivolo e riducendo la velocità di stallo da 144 a 124 miglia all'ora (200 km/h).
Per quanto nessun F-86F-40 sia mai entrato in servizio con l’USAF, il gradimento della nuova soluzione per l’ala (denominata "ala F-40" dal nome della nuova variante) è testimoniato dal fatto che ben presto ne furono ordinati numerosi kit di conversione da applicare agli esemplari di F-86-F25 e F-30 in servizio operativo.
L’ultimo esemplare della variante "F-40" fu completato nell’impianto di Nagoya il 25 febbraio del 1961 e fu anche l'ultimo Sabre in versione "caccia diurno" a venire alla luce.

### Sviluppi correlati
Fotoricognitori
Nel corso della guerra di Corea, le missioni di fotoricognzione, furono tra i compiti inizialmente assegnati ai Lockheed RF-80A e ai North American RB-45C; ben presto la realtà dei fatti dimostrò che questi velivoli non potevano permettersi di operare privi di scorta nelle zone in cui erano attivi i MiG-15 nordcoreani.
Prendendo direttamente l'iniziativa Bruce Fish, Ruffin Gray e Joe Daley, tre ufficiali del 67th Tactical Reconnaissance Wing (reparto di base presso la Kimpo AFB in Corea del Sud), riuscirono a farsi assegnare un F-86A danneggiato sul quale operarono modifiche alla parte anteriore grazie alle quali furono in grado di dimostrare che era possibile adattare il Sabre a operare come ricognitore fotografico.

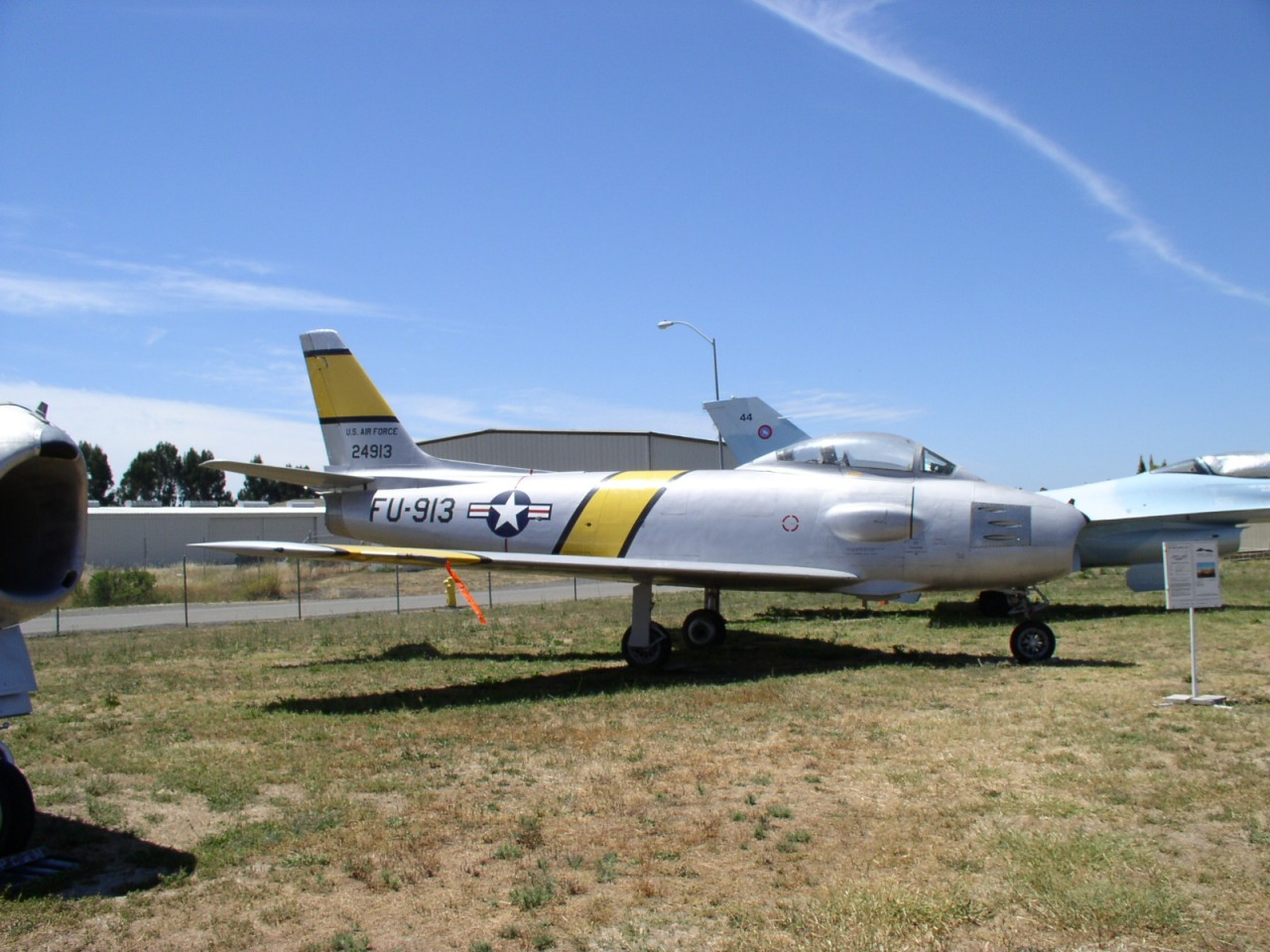
Un RF-86F in esposizione presso il Pacific Coast Air Museum di Santa Rosa, in California.

L'idea, inizialmente osteggiata, fu in seguito apprezzata dai vertici del reparto che si fecero assegnare due F-86A in seguito spediti in Giappone per le opportune modifiche: rimosse due delle mitragliatrici Browning del lato destro della fusoliera, era possibile ricavare lo spazio per una fotocamera modello "K-25" montata con l'obiettivo disposto orizzontalmente ma in grado di scattare fotografie in verticale grazie a un sistema di specchi. Operativi in Corea a partire dall'ottobre del 1951, questi due velivoli divennero noti come Honeybucket e operarono in genere inseriti in un gruppo di quattro velivoli, di cui i rimanenti tre erano ordinari esemplari da caccia; in genere, pur mantenendo quattro mitragliatrici, gli Honeybucket non erano dotati di munizioni in quanto le sollecitazioni alla struttura del velivolo prodotte dallo sparo avrebbero provocato il disallinamento del sistema di ripresa fotografica.
Il buon funzionamento dei due Honeybucket riuscì a convincere anche i vertici dell'USAF che autorizzarono la conversione di altri cinque o sei F-86A, nell'ambito del progetto denominato Ashtray: tutti i velivoli furono dotati di fotocamere "K-9" che, più voluminose delle "K-25", tradivano la propria presenza nella fusoliera dei Sabre a causa di "bolle" o "guance" laterali nella zona antistante l'abitacolo; denominati ufficialmente RF-86A, alcuni esemplari montavano paratie a scorrimento che nascondevano le fotocamere durante la fase non operativa del volo e ancora una volta si provvide a smontare almeno parte delle mitragliatrici (con l'aggiunta di zavorra per non alterare il baricentro del velivolo). Alcuni esemplari ebbero anche una piccola fotocamera "K-14" frontale, alloggiata nel posto dell'apparato radar di rilevazione della distanza dal bersaglio.
Più tardi anche alcuni F-86F furono convertiti, secondo il medesimo principio, in velivoli da fotoricognizione con interventi eseguiti ancora una volta in Giappone; in questo caso furono installate due fotocamere "K-22" disposte verticalmente e una "K-14" in orizzontale ma operante, anche in questo caso, con il sistema degli specchi. Denominati Haymaker, questi velivoli erano completamente privi di armamento o sistemi di tiro ma portavano dipinti sul muso falsi fori delle mitragliatrici, al fine di ingannare il nemico. Seguendo lo stesso schema, alcuni esemplari di RF-86F furono realizzati direttamente dalla North American e consegnati nel giugno del 1953 già dotati della nuova "ala 6-3".
Malgrado i buoni risultati ottenuti nelle missioni operative di fotoricognizione, la North American non riuscì a convincere l'USAF a fare del Sabre il proprio velivolo da ricognizione tattica, ruolo assegnato al Republic RF-84F Thunderflash.
Addestratori
In risposta a una richiesta dell'USAF per un velivolo da addestramento con il quale rimpiazzare il Lockheed T-33 Shooting Star all'epoca in servizio, nel febbraio del 1953 la North American avviò il progetto per una versione biposto del proprio F-86F. Con la denominazione di fabbrica NA-204 il lavoro prese avvio da un esemplare di F-86F-30 la cui fusoliera fu allungata di 63 pollici (160 cm) per consentire l'alloggiamento di un secondo abitacolo cui fece seguito lo spostamento in avanti della struttura alare, al fine di compensare l'arretramento del baricentro che si veniva a creare.

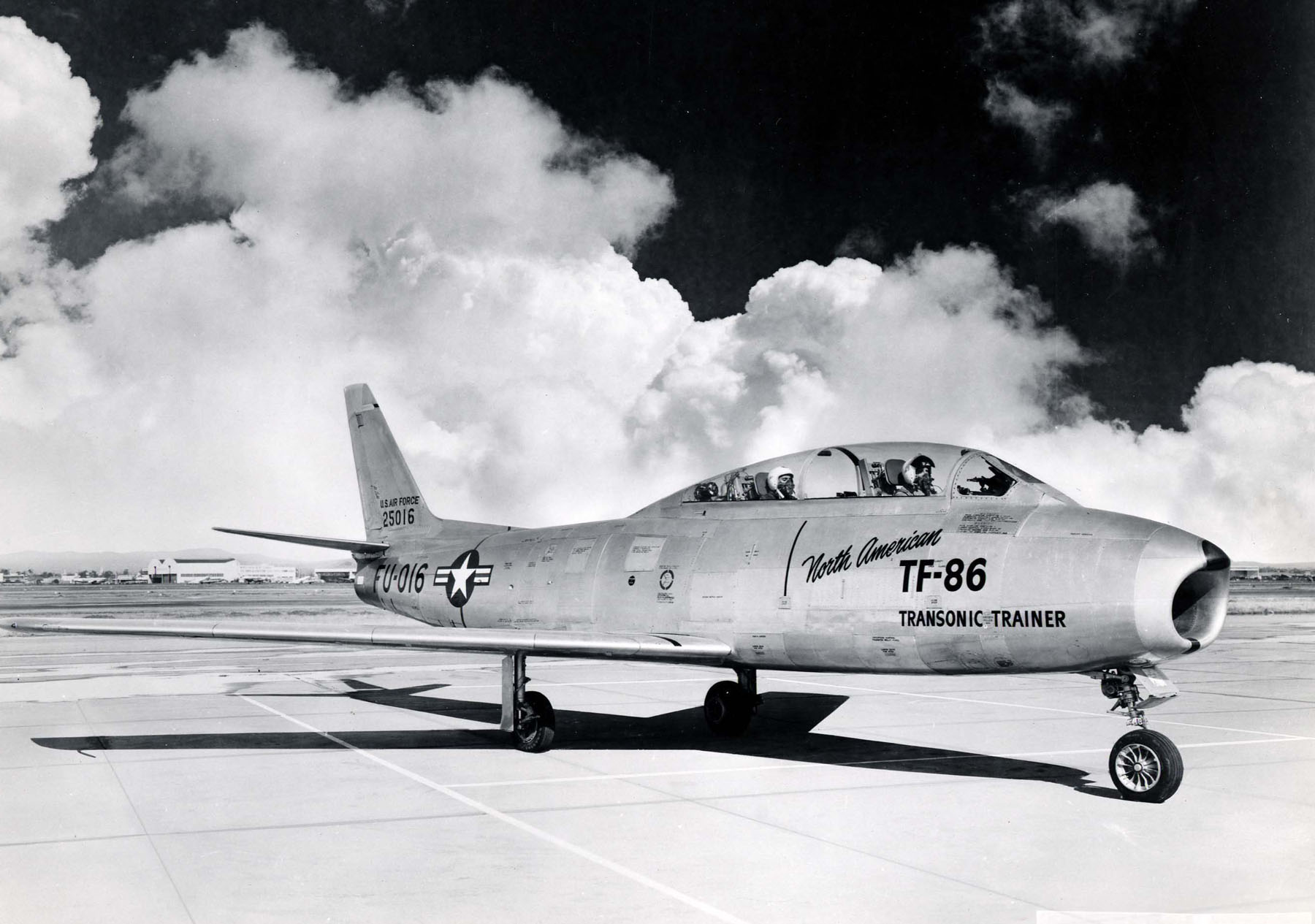
Una foto del primo esemplare di TF-86F.

Equipaggiato volutamente con la prima versione dell'ala, dotata quindi di ipersostentatori al bordo d'entrata, il velivolo presentava abitacoli in tandem sovrastati da un singolo cupolino sollevabile (e non scorrevole) imperniato posteriormente. Privo di armamento ma dotato di serbatoi di capienza maggiore, questo esemplare pesava solamente 100 libbre (45 kg) in più della versione da caccia ed era pertanto in grado di esprimere le medesime prestazioni.
Denominato TF-86F fu portato in volo per la prima volta il 14 dicembre del 1953 dal pilota collaudatore Ray Morris cui si affiancarono successivamente sia Bob Hoover sia Joe Lynch; proprio quest'ultimo (collaudatore dell'azienda costruttrice) perse la vita il 17 marzo del 1954 in fase di decollo durante il nono volo di prova del TF-86F.
Dopo soli sei giorni dall'incidente fu autorizzata la costruzione di un secondo esemplare (designato modello NA-216) che, riprendendo le caratteristiche di quello precedente ma dotato di due mitragliatrici nel muso e di una coppia di rastrelliere subalari per bombe o serbatoi supplementari, compì il primo volo il 5 agosto del 1954. In seguito l'aereo fu protagonista di una serie di eventi dimostrativi svolti presso basi dell'USAF sede di reparti di addestramento, volto a promuoverne l'acquisto da parte dell'aviazione. Definitivamente consegnato all'USAF presso la Nellis Air Force Base il 31 gennaio del 1955, questo secondo TF-86F rimase anche l'ultimo della propria variante poiché la settimana successiva l'USAF annunciò la cancellazione del programma propendendo per l'adozione del Super Sabre nella variante biposto, denominata TF-100.
Progetto GunVal
Nel mese di aprile del 1951 l'Air Materiel Command dell'USAF diede vita a un progetto per la valutazione di armamenti aeronautici, denominato "GunVal" e finalizzato a sviluppare e testare nuove soluzioni da utilizzare sui futuri aerei delle Century Series. Il programma GunVal vide l'impiego sperimentale di alcuni aviogetti all'epoca in servizio, tra i quali il Thunderjet lo Scorpion, lo Starfire e il Sabre.
Il coinvolgimento della North American consistette nella realizzazione di dieci velivoli modificati con l'installazione di quattro cannoni T-160 calibro 20 mm il cui sviluppo era stato curato dalla Springfield Armory insieme alla stessa North American; i quattro cannoni erano attivati simultaneamente dal comando di sparo ed erano dotati ciascuno di un serbatoio capace di 100 proiettili. Dei dieci Sabre impiegati quattro erano F-86E-10 e i rimanenti sei appartenevano alla versione F-86F-1; gli aerei furono sottoposti a un considerevole irrobustimento della sezione anteriore della fusoliera per poter sopportare le sollecitazioni determinate dal rinculo dei cannoni e vennero tutti equipaggiati con motore J47-GE-27 e "ala 6-3". La loro denominazione fu variata in F-86F-2.
Testati inizialmente nel poligono presso l'Isola di Santa Catalina e l'Air Force Armament Test Center (presso la Eglin AFB di Valparaiso, in Florida), senza riscontrare problemi; otto dei dieci aerei furono inviati nel gennaio del 1953 in Corea del Sud, inquadrati nel 335th Fighter Squadron del 4th Wing per svolgere test operativi in combattimento.
Fin dai primi momenti emersero problemi non riscontrati durante i voli di prova: con l'impiego a quote elevate (oltre 1 000 metri in più rispetto a quanto fatto nei test) i gas emessi dai quattro cannoni azionati contemporaneamente, immessi per l'evacuazione nel flusso di alimentazione del turbogetto ne determinavano lo spegnimento stante la già scarsa concentrazione di ossigeno nell'atmosfera. Furono prese immediate contromisure: in particolare fu permesso al pilota di scegliere se utilizzare contemporaneamente le quattro armi oppure azionarle a coppie e furono chiusi i fori di scarico dei gas combusti dei cannoni verso il condotto d'alimentazione del turbogetto, ma senza particolare successo e il 1º maggio del 1953 i test operativi del progetto GunVal furono sospesi dopo la perdita di due degli otto esemplari interessati ai test. Una soluzione efficiente fu successivamente identificata grazie a ulteriori prove svolte dai tecnici della North American e impiegata con successo sulla variante F-86H del Sabre.
Un'altra coppia di F-86F fu dotata di quattro cannoni Oerlikon Type 206 RK; denominati F-86F-3 gli aerei furono testati per circa un anno a partire dai primi mesi del 1954, ma anche in questo caso emersero problemi di stallo del turbogetto che, sommati alla minor efficienza dell'arma rispetto al T-160, portarono all'abbandono del progetto.

## Tecnica

### Cellula
Dal punto di vista strutturale la cellula delle versioni A, E e F del Sabre non si discostò sensibilmente da quella dei prototipi mantenendone le caratteristiche peculiari e l'aspetto esteriore, tanto che risultava difficile distinguere un F-86A da un F-86E, quest'ultimo sostanzialmente identico a un F-86F.
La fusoliera di tutte le versioni da caccia diurna del Sabre presentava presa d'aria frontale, caratterizzata dal labbro superiore leggermente pronunciato, unica evidenza della presenza dell'apparato radar per la misurazione della distanza del bersaglio, collegato ai sistemi di puntamento delle quattro mitragliatrici disposte, a coppie, nei lati del muso.

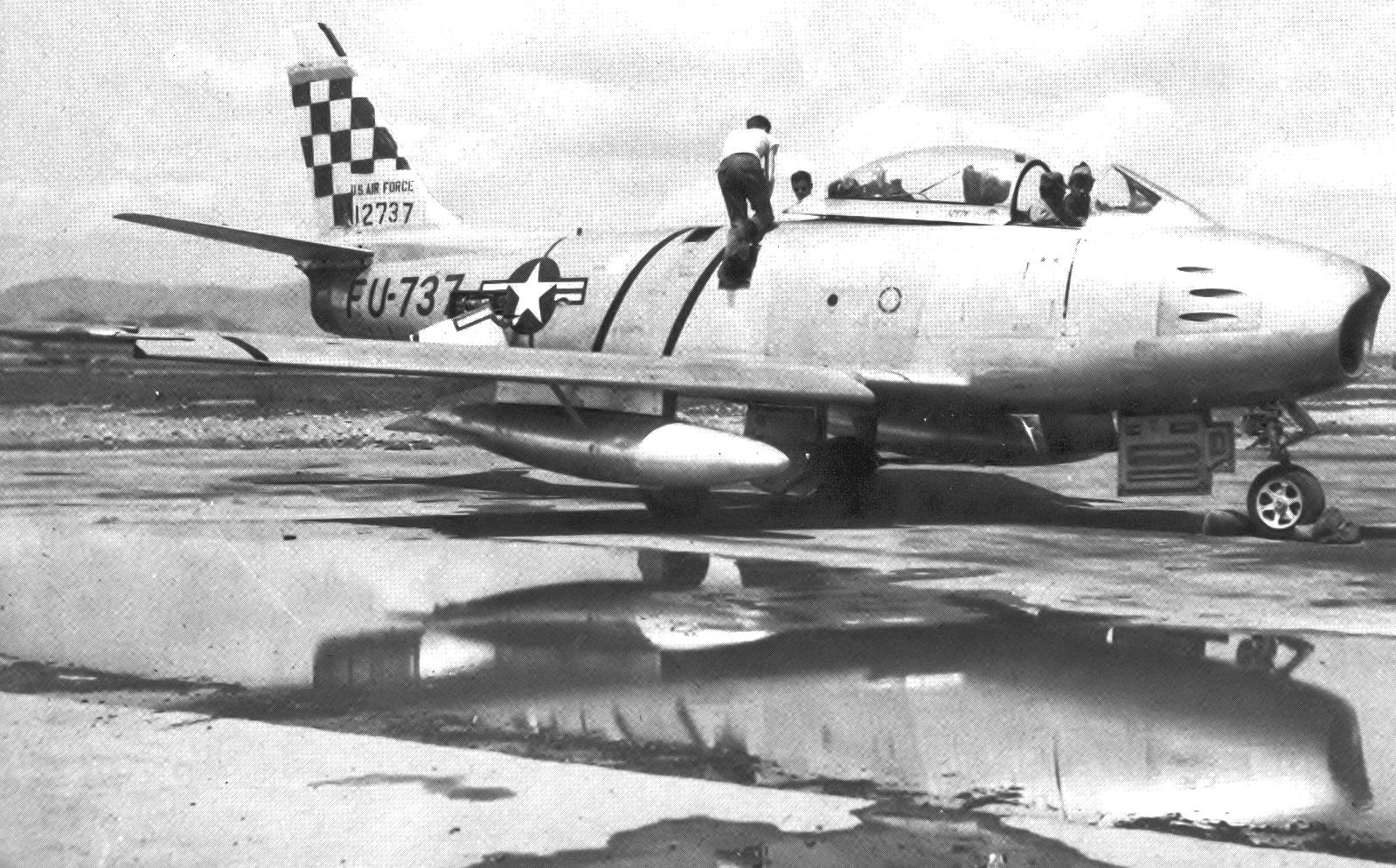
Un F-86E del 25th Fighter-Interceptor Squadron in una foto scattata in Corea del Sud nel 1952

L'abitacolo monoposto era sistemato nella parte anteriore della fusoliera, all'altezza del bordo d'entrata dell'ala, alla sua radice, con il sedile alloggiato in posizione elevata in modo da garantire al pilota un'ottima visibilità. Il cupolino, in polimetilmetacrilato conformato a goccia nell'XP-86, venne modificato con l'adozione di un parabrezza in vetro blindato che negli F-86A-1 aveva forma arrotondata ma già negli F-86A-5 assunse andamento rettilineo. Il movimento d'apertura era a scorrimento, in direzione del posteriore dell'aereo.
Le variazioni più considerevoli riguardarono i piani alari e le componenti dell'impennaggio: dal prototipo XP-86 gli F-86A ripresero, con marginali affinamenti strutturali e meccanici, gli ipersostentatori del bordo d'entrata delle ali che furono eliminati a partire dalla versione F-86F-25 con l'introduzione di un'ala di maggiori dimensioni, in grado anche di contenere serbatoi di carburante più capienti. Le ripercussioni che queste modifiche ebbero su alcune delle prestazioni del Sabre (in particolare l'aumento della velocità di stallo e l'allungamento delle distanze necessarie al decollo e all'atterraggio) furono oggetto di ulteriore studio e con la versione F-86F-40 gli ipersostentatori furono reintrodotti, per altro senza incidere negativamente sulla velocità di punta dell'aereo.
Per quanto concerne l'impennaggio, la versione F-86E portò con sé una modifica considerevole: l'equilibratore fu reso completamente mobile per consentire maggior controllo in prossimità delle velocità transoniche; nel frattempo i comandi furono modificati e l'attuazione dell'equilibratore divenne a comando idraulico: in questo caso i tecnici della North American realizzarono un sistema di elastici e contrappesi che rendesse al pilota, in modo artificioso, la sensazione delle forze operanti sulle superfici mobili.
Nella prima variante di produzione (F-86A) furono introdotti due piloni subalari, uno per lato, impiegati prevalentemente per il trasporto di serbatoi di carburante aggiuntivi, per quanto utilizzabili anche per il trasporto di carichi offensivi a discapito dell'autonomia operativa. A partire dalla versione F-86F-30 fu aggiunto un secondo pilone per ciascuna semiala, che garantì al Sabre, in alternativa a un ulteriore aumento dell'autonomia, la capacità di effettuare missioni di supporto tattico grazie alla possibilità di trasportare carichi offensivi per un peso massimo di 1 000 libbre (454 kg).
Il carrello d'atterraggio era di tipo triciclo anteriore: l'elemento anteriore, a ruota singola, si ritraeva all'interno della fusoliera con movimento in direzione della coda; gli elementi posteriori, anch'essi monoruota, si ritraevano verso il centro del velivolo all'interno dello spessore alare.

### Motore
Come tutte le altre versioni del Sabre, anche quelle destinate al ruolo di caccia diurno furono equipaggiate con il turbogetto a flusso assiale General Electric J47. Si trattava di motore realizzato dalla General Electric a partire dal 1946, dotato di un singolo albero sul quale operava un compressore assiale a dodici stadi, otto camere di combustione e un singolo stadio di turbina.
I valori relativi alla spinta erogata variarono considerevolmente con il progredire delle versioni per passare dalle 4 850 libbre forza (21,6 kN) del J47-GE-1 installato sui P-86A, alle 5 450 libbre forza (24,2 kN) del J47-GE-13 che equipaggiava gli F-86E per finire con le 6 090 libbre forza (27,1 kN) della versione J47-GE-27 destinata ai numerosi F-86F.
In tutti i casi il J-47 non era dotato di postbruciatore.

### Sistemi d'arma
L'armamento di base del Sabre nelle versioni destinate alla "caccia diurna" fu la mitragliatrice calibro .50 in (12,7 mm) Browning M3, direttamente sviluppata per uso aeronautico dalla Browning M2. Il Sabre era dotato di sei di queste mitragliatrici, ciascuna attrezzata con un serbatoio contenente 300 proiettili. Nelle prime serie di esemplari le bocche da fuoco delle mitragliatrici erano protetti con paratie attuate elettricamente dal comando di sparo; al termine di ogni raffica le paratie tornavano automaticamente in posizione di chiusura.
Al di sotto di ciascuna semiala il Sabre poteva trasportare due sostegni per razzi non guidati HVAR (High Velocity Aircraft Rocket) dal calibro di 5 pollici (12,7 cm); ognuno dei sostegni poteva trasportare una coppia di razzi.
I piloni subalari consentivano in generale il trasporto di una bomba da 1 000 libbre (454 kg) o serbatoi di Napalm da 750 libbre (340 kg); caratteristica esclusiva della versione F-86F-35 fu la possibilità di trasportare (agganciata al pilone interno dell'ala sinistra) e lanciare una bomba atomica di tipo "Mark 12", dal peso di 1 200 libbre (544 kg), in grado di liberare un'energia pari a 12 kt.
Per finire, sugli esemplari più recenti della versione F-86F-40 fu reso possibile l'impiego di missili aria-aria AIM-9 Sidewinder il cui utilizzo fu poi esteso grazie alla realizzazione di un kit da installare sui velivoli in uso.
Il sistema di puntamento installato sui primi F-86A era costituito da un mirino ottico a computazione di tipo "Sperry Mark 18" che, a partire dai primi esemplari della serie NA-161 fu sostituito dal sistema composto dal mirino A-1B GBR collegato al radar di misurazione della distanza AN/APG-5C. Il processo di miglioramento di questi apparati fu piuttosto rapido e già negli ultimi esemplari di F-86A furono impiegati il mirino A-1CM e il radar APG-30, in grado di determinare la distanza di bersagli compresi tra le 150 e le 3 000 iarde (approssimativamente tra i 140 e i 2 750 metri); questi ultimi strumenti non furono più modificati nelle successive versioni (E e F) del Sabre.
Per quanto concerne gli F-86F-35, nel caso di utilizzo della bomba nucleare, era presente un sistema computerizzato di calcolo del punto di lancio, noto come Low Altitude Bombing System (LABS), che guidava il pilota nella manovra di bombardamento.

## Impiego operativo

### Stati Uniti d'America

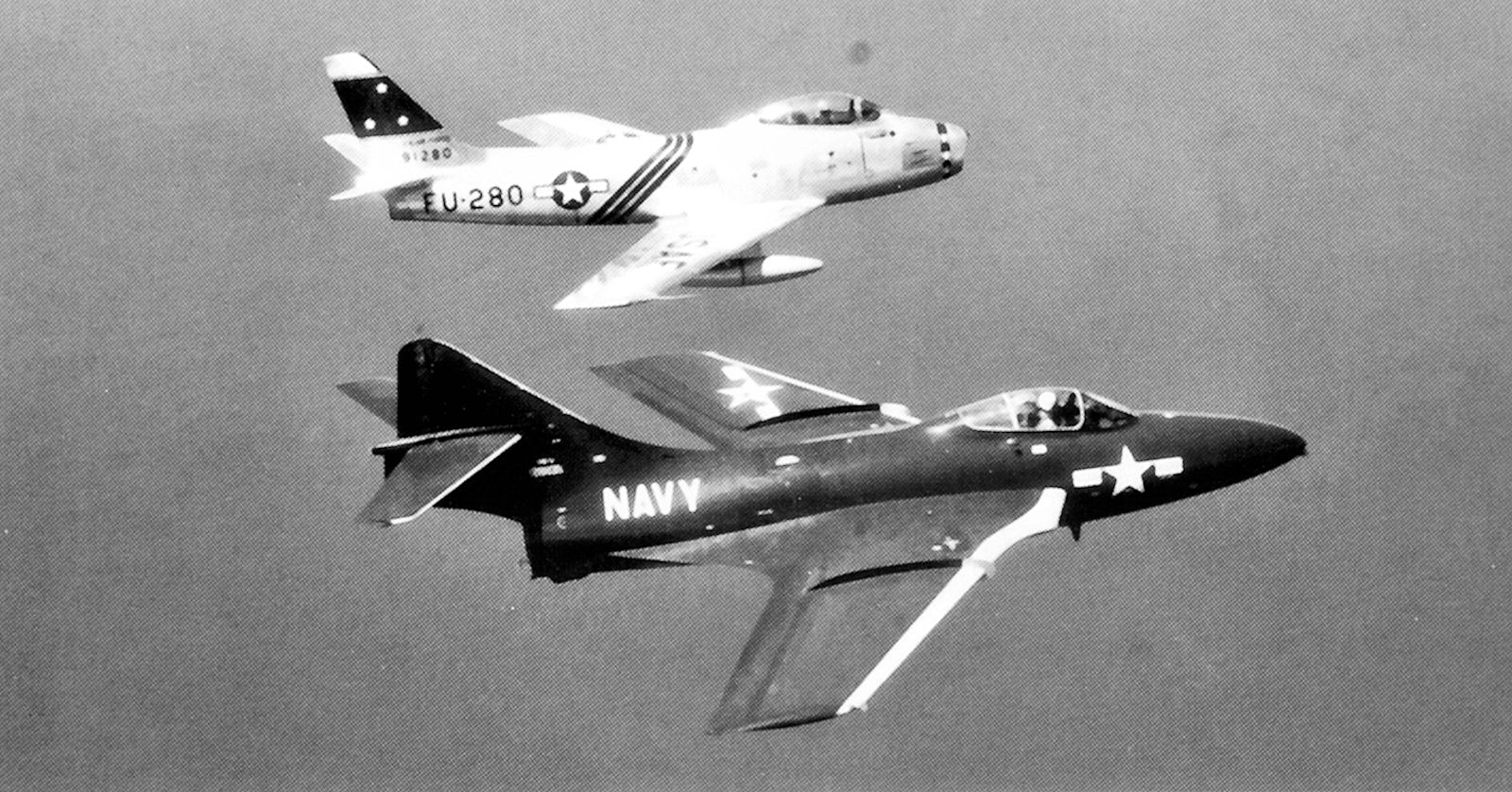
Un F-86A del 75th Fighter-Interceptor Squadron, ripreso in volo insieme con un Grumman F9F-6 Cougar dell'U.S. Navy.

I primi due Sabre a uscire dalla catena di montaggio furono assegnati all'USAF alla fine di maggio del 1948 anche se, all'atto pratico, rimasero a disposizione della North American, per proseguire lo sviluppo dell'aereo.
Nel mese di settembre l'USAF decise di dare pubblica dimostrazione delle capacità del Sabre e organizzò, nell'ambito delle National Air Races di Cleveland, un tentativo di battere il record di velocità in volo; all'epoca il primato ufficialmente riconosciuto apparteneva al Douglas D-558-1 Skystreak, che il 25 agosto del 1947 aveva fatto registrare la velocità di 650,796 miglia all'ora (1 047,355 km/h) (in realtà il Bell X-1 aveva già superato il muro del suono il 14 ottobre 1947, ma il dato non era stato divulgato).
Il giorno 5 settembre il pilota Robert L. Johnson esibì il proprio Sabre (il quarto esemplare di F-86A-1) di fronte a una folla di 80 000 spettatori; problemi alla strumentazione di rilevazione della velocità e le interferenze con altri aerei in volo in contemporanea non consentirono al pilota un numero di passaggi sufficiente, secondo la vigente regolamentazione internazionale, a far omologare la velocità di 669,480 miglia all'ora (1 077,424 km/h) ottenuta. L'impresa di battere il record fu però rimandata solamente di una decina di giorni: Johnson e il Sabre centrarono l'obiettivo il 15 settembre decollando dal Muroc Army Air Field, facendo registrare la velocità di 670,981 miglia all'ora (1 079,839 km/h).
Benché l'ultimo dei trentatré F-86A-1 sia stato consegnato entro la fine di marzo del 1949, nessuno di questi esemplari fu utilizzato in reparti operativi e tutti furono impiegati esclusivamente a scopo sperimentale o valutativo.
I primi F-86A a giungere presso un reparto di volo appartenevano al secondo lotto produttivo (designati quindi F-86A-5) e furono assegnati al 1st Fighter Interceptor Wing nel mese di febbraio del 1949, presso il quale sostituirono i Lockheed P-80 Shooting Star utilizzati fino ad allora. In seguito altri quattro Fighter Interceptor Wing furono equipaggiati con gli F-86A, per un totale di quindici Squadron.
L'USAF incominciò la sostituzione degli F-86A con i velivoli della versione "E" già a partire dal mese di ottobre del 1951; gli aerei (ricondizionati e aggiornati agli standard più recenti) furono assegnati a diversi reparti della Air National Guard, a partire dal 198th Squadron di base a Porto Rico.

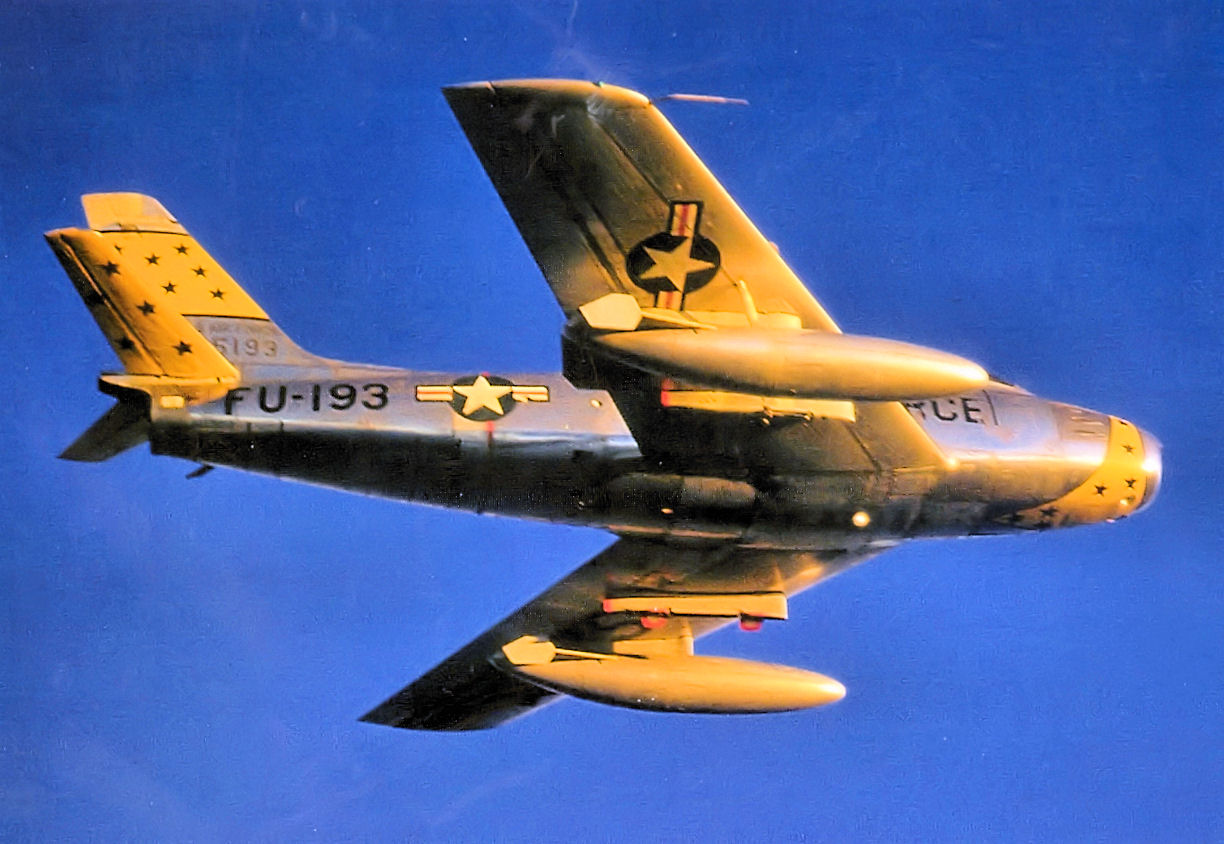
Un F-86F-35 appartenente al 531st Fighter-Bomber Squadron.

Le consegne dei primi F-86E avevano avuto inizio sei mesi prima, nel febbraio di quello stesso anno, con l'assegnazione al 33rd Fighter Interceptor Wing; in settembre ebbero luogo le prime consegne ai reparti di stanza in Corea. Anche in questo caso furono complessivamente cinque i Fighter Interceptor Wing a ricevere i nuovi Sabre (di cui quattro in sostituzione dei velivoli della precedente versione).
Maggior diffusione nei reparti dell'USAF ebbero i velivoli dell'ultima versione da "caccia diurna": gli F-86F, a partire dal mese di marzo del 1952, furono assegnati complessivamente a diciassette Wing e dal mese di giugno fecero la propria comparsa nei cieli della Corea.
Particolare rilievo ebbe la presenza in Europa dei Sabre della versione F-86F-35 che, con la loro capacità di attacco con armi nucleari, furono operativi dal 1954, in funzione deterrente nei confronti dell'Unione Sovietica e dei paesi aderenti al Patto di Varsavia.
La maggior parte degli F-86F furono dismessi dall'USAF entro la fine del 1955; una parte di questi aerei furono assegnati ai reparti dell'Air National Guard ma la grande maggioranza fu impiegata per fornire uno strumento efficace alle forze armate dei paesi alleati degli Stati Uniti d'America secondo il protocollo stabilito fin dal 1949 con il Military Assistance Program (noto anche come Mutual Defense Assistance Program).

#### Guerra di Corea
Quando nei cieli nordcoreani apparvero i MiG-15, all'epoca condotti da piloti sovietici , fu presto chiaro che né l'USAF né le altre forze aeree dell'ONU, avevano nell'area un velivolo in grado di contrastarne le prestazioni.
I vertici militari degli Stati Uniti d'America, l'8 novembre del 1950, presero la decisione di trasferire in Corea il 4th Fighter Interceptor Wing i cui tre Squadron (334th FIS Eagles, 335th FIS Chiefs e 336th FIS Rocketeers), all'epoca equipaggiati con gli F-86A-5, raggiunsero il Giappone a metà dicembre (i primi due a bordo della portaerei di scorta USS Cape Esperance (CVE-88), il terzo a bordo di navi da trasporto), per poi trasferirsi in volo verso la base K-14 di Kimpo.

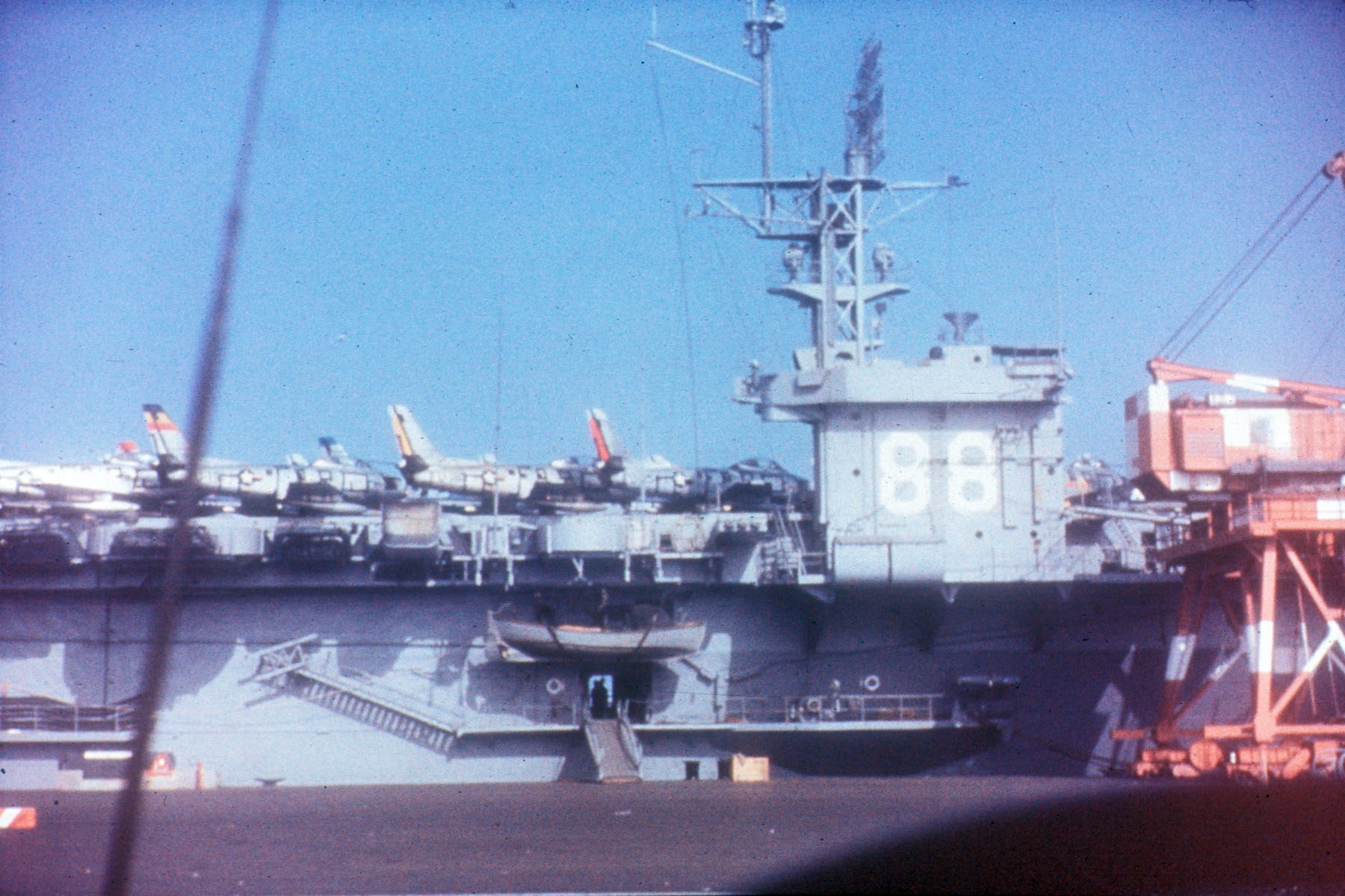
I primi F-86A, arrivati in Corea del Sud a bordo della USS Cape Esperance (T-CVE-88), portaerei di scorta in forza al Military Sea Transportation Service.

 Le navi da trasporto furono le prime ad arrivare ed il 15 dicembre del 1950 i primi sette Sabre del 336th FIS atterrarono sulla base di Kimpo per stabilire il primo Detatchment A del 4th Fighter Group. Ben presto la dotazione del gruppo fu portata a trentadue velivoli.
Il primo scontro avvenne il 17 dicembre del 1950, al di sopra del fiume Yalu. In questa occasione, il Lt. Col. Bruce Hinton, comandante del 336th FIS si aggiudicò il primo abbattimento di un MiG-15. Alla guida del MiG si trovava il maggiore (майор) Yakov Efromeenko del 29 GvIAP che riuscì a lanciarsi con il paracadute.
Nei giorni successivi gli scontri continuarono, protagonisti i Sabre del 4th Fighter Group e MiG-15 del 50 IAD .
In uno di questi avvenuto il 22 dicembre, l'USAF subì la prima perdita di un F-86 Sabre (49-1176). Il pilota Capt. Bach sopravvissuto all'attacco fu fatto prigioniero, Il colpo subito fu restituito nel pomeriggio dello stesso giorno quando, i piloti del 4th FIG rivendicarono l'abbattimento confermato di sei MiG.
L'avanzata delle truppe dell'Esercito Popolare di Liberazione nel territorio della Corea del Sud, costrinse, il 2 gennaio 1951, il Detatchment A ad evacuare l'aeroporto di Kimpo, dopo duecentotrentaquattro sortite e settantasei scontri, nei quali erano stati abbattuti otto Mig-15 confermati e due probabili contro la perdita di un solo F-86A.
Il 4th Fighter Interceptor Wing fu quindi costretto a rischierarsi in territorio giapponese, sulle basi di Itazuke e Johnson, con i Sabre impossibilitati a raggiungere il principale teatro di azione dei MiG-15 i quali operavano prevalentemente lungo le rive del fiume Yalu provenendo dalle basi in territorio cinese.
Con la stabilizzazione del fronte in corrispondenza del 38º parallelo, il 17 gennaio 1951 i Sabre tornarono operativi sui cieli coreani: il 335th FIG fu rischierato in zona operazioni sulla base di Taegu dalla quale gli aerei operarono in un ampio spettro di missioni tattiche, quali ricognizione armata, supporto ravvicinato e combat air patrol, ma con risultati giudicati non soddisfacenti in relazione all'impossibilità di trasportare un sufficiente carico offensivo, se non al costo di una considerevole diminuzione della loro autonomia operativa.
Già dal 10 febbraio successivo, l'aerobase di Kimpo fu nuovamente resa operativa dalle forze delle Nazioni Unite mentre era stata resa agibile la nuova base K-13 nei pressi di Suwon,24 miglia (39 km) a sud di Seul su cui il 5 marzo del 1951 si trasferirono i Sabre del 335th FIS Fighting Eagles.

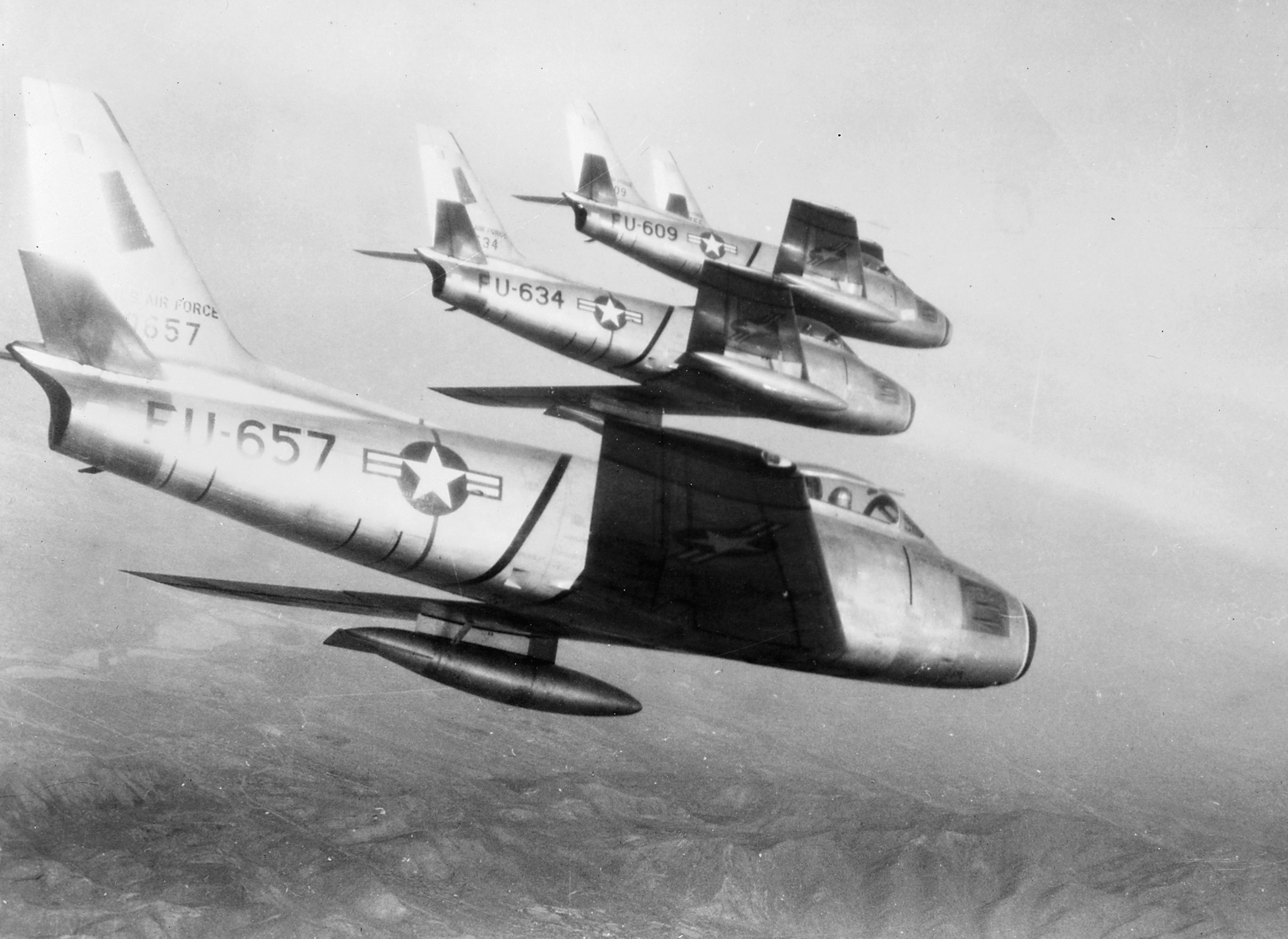
Un gruppo di quattro F-86E in volo nei cieli della Corea, nel novembre del 1952; si noti il velivolo in primo piano, equipaggiato con un solo serbatoio supplementare.

Ben presto la sponda meridionale del fiume Yalu divenne nota agli equipaggi statunitensi come MiG Alley perché in questa zona ristretta gli aerei da caccia "nordcoreani"  operavano per contrastare i caccia e i bombardieri delle forze delle Nazioni Unite, in particolare i Boeing B-29 Superfortress, pronti però a rifugiarsi di nuovo nelle loro basi in Manciuria per sfuggire agli intercettori nemici cui era inibito il sorvolo del territorio cinese.
I mesi successivi sarebbero stati testimoni di furiosi combattimenti aerei da parte dei due contendenti per assicurarsi la superiorità aerea sul teatro delle operazioni.
Il 3 aprile 1951 una formazione mista del 4th FIG, sotto la guida del comandante del 335th FIS Chiefs, Lt. Col Benjamin H. Emmert, attaccò una pattuglia di MiG-15 del 324 IAD che aveva appena superato lo Yalu. Con il vantaggio della velocità e della quota, i piloti americani abbatterono un MiG-15, con la perdita del pilota, mentre altri due furono pesantemente danneggiati e costretti ad atterraggi fuori campo. Un Sabre andò perduto per esaurimento del carburante ed il pilota fatto prigioniero. Un MiG fu accreditato ad Emmert mentre un altro al Capt. James Jabara, futuro asso del 335th FIS con quindici vittorie al termine della guerra.
Il 12 aprile trentanove B-29, impegnati nel bombardamento dei ponti sullo Yalu in prossimità di Sinŭiju, furono intercettati da trenta MiG-15 del 324 IAD, suddivisi in tre formazioni. La scorta ravvicinata era assicurata da cinquantaquattro F-84G del 27th FEW, mentre per la copertura ad alta quota erano presenti ventiquattro Sabre del 334th e del 336th FIS guidati dal comandante del 4th FIG, Col. John C. Meyer, asso della seconda guerra mondiale con trentasette vittorie e futuro capo dello Strategic Air Command. Nel furioso scontro che ne seguì, ai piloti del Sabre fu accreditato l'abbattimento di quattro MiG.

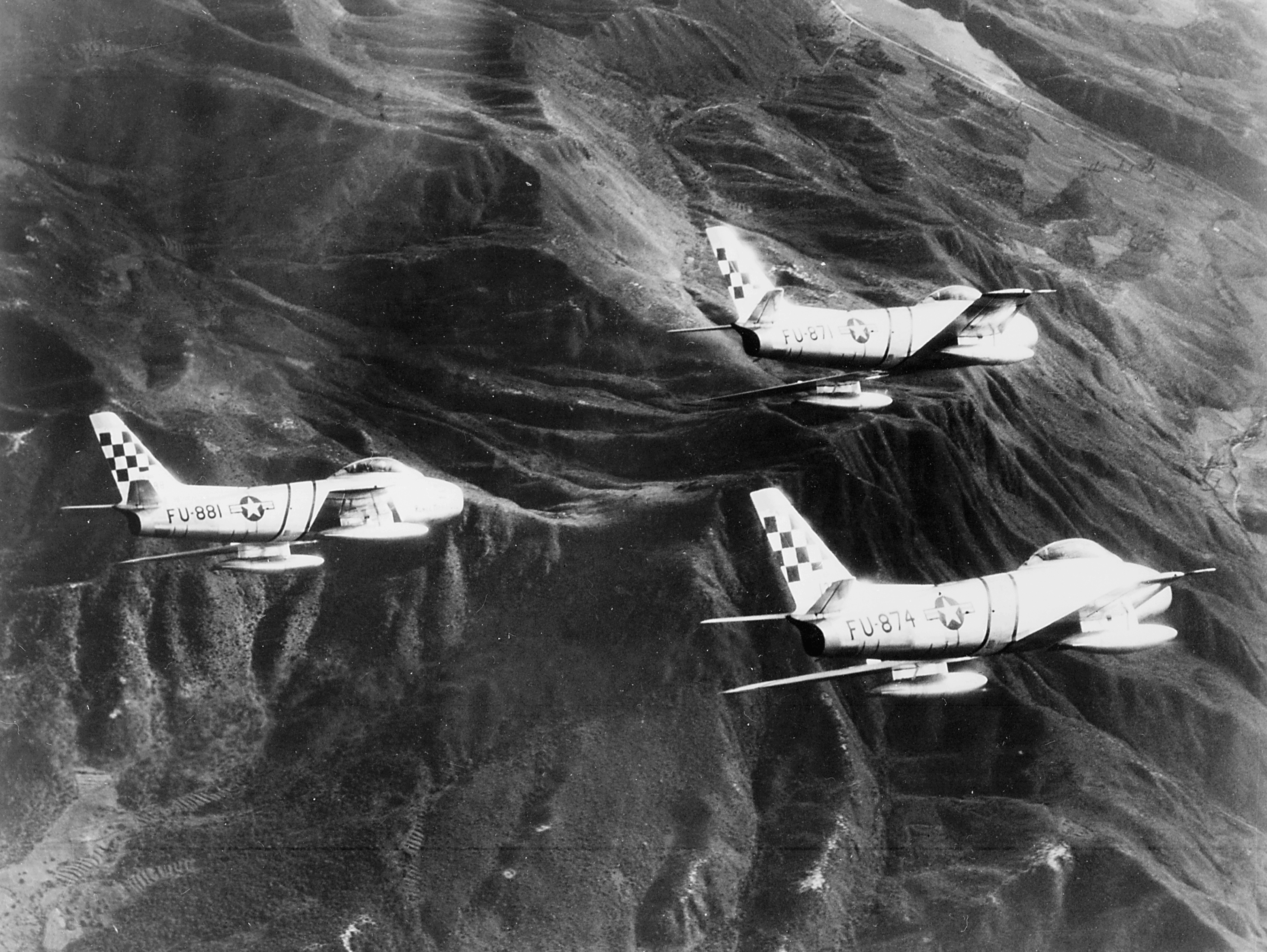
Tre F-86F del 51st Wing, in volo sul territorio coreano.

Le perdite tra i B29 della Far East Air Force furono comunque pesanti. I colpi dei cannoni da 37 mm e 23 mm erano devastanti per i bombardieri americani, tre dei quali furono abbattuti, un altro si schiantò all'atterraggio e altri quattro risultarono danneggiati in misura minore.
Efficace come distruttore di bombardieri la prima versione del MiG-15 si stava rivelando meno efficace come caccia negli scontri diretti con l'F-86, i cui piloti si aggiudicarono nel periodo, sei abbattimenti con la perdita dei due piloti e altri due feriti seriamente contro la perdita di un solo F-86 peraltro perso non in uno scontro diretto ma per esaurimento del carburante.
Pertanto dalla fine di aprile iniziarono ad affluire ai reparti sovietici impegnati nelle operazioni in Corea, i primi esemplari della nuova versione MiG-15 bis, nei quali il motore Klimov RD-45 (copia non autorizzata del britannico Rolls-Royce Nene) era stato sostituito dalla sua versione successiva denominata Klimov VK-1. I primi quarantasette MiG-15 bis arrivarono alla fine di aprile del 1951. Il mese successivo erano presenti nell'area dello Yalu centocinquantatré MiG-15 bis a fronteggiare i quarantaquattro F-86A di base a Suwon.
Negli scontri del mese di giugno, gli F-86 riuscirono a mantenere la superiorità aerea sullo Yalu, anche se a costo di maggiori perdite. Le forze comuniste persero sette MiG-15 e quattro piloti, mentre il 4th FIG perse quattro F-86 con tre piloti deceduti.
Con l'arrivo dei monsoni estivi l'attività aerea fu sensibilmente ridotta, anche se si verificarono sporadici combattimenti con l'abbattimento di dieci MiG a fronte della perdita di due F-86 A partire dal mese di agosto del 1951, comunque il 4th FIW fu rinforzato con l'arrivo di altri trenta F-85A-5 e dei primi quarantacinque caccia della nuova versione F-86E-5.
A rinforzare lo schieramento di caccia, nel mese di ottobre l'USAF inviò in Corea un secondo reparto, il 51st FIW, al comando dell'asso della seconda guerra mondiale Col. Francis S. Gabreski. Con base a Suwon, il 51st FIW iniziò il riequipaggiamento con gli F-86E, prelevando inizialmente esemplari da altri reparti dell'USAF (23rd FIW e 97th FIS) a causa dell'impossibilità della North America Aviation di far fronte, nell'immediato, all'aumento di produzione richiesto dalle vicende belliche.
Alla fine del 1951, il 51st FIW, riuscì a completare la transizione alla nuova versione, sostituendo i Lockheed P-80 Shooting Star che furono trasferiti all'8th FBW. In totale furono inviati in Corea settantacinque F-86E.
Con la fine della stagione dei monsoni gli scontri ripresero con rinnovato vigore ed i MiG-15 si rivelarono ancora temibili contro le Superfortezze. Il 23 ottobre 1951, nove B-29 del 307th BG furono inviati a bombardare la base aerea di Namsi tra lo Yalu e Pyongyang. Nonostante la scorta diretta di cinquantacinque F-84 del 49th FBW e 135th FBG e la copertura in quota di trentaquattro Sabre, i B-29 furono intercettati da cinquantotto MiG-15bis del 303 IAD seguiti a breve distanza da altri ventisei MiG del 324 IAD.
Mentre alcuni MiG attaccavano i bombardieri, altri ingaggiavano i Sabre in quota. Alla fine dello scontro, tre B-29 furono abbattuti, altri cinque malamente danneggiati, due dei quali costretti ad un atterraggio di emergenza su Kimpo e dichiarati fuori uso . Anche se nessun MiG fu abbattuto in quella giornata, negli scontri successivi le forze comuniste persero otto MiG-15 bis, con la morte di tre piloti.
Ai vertici dell'USAF fu comunque chiaro che i bombardieri ad elica non potevano sopravvivere all'attacco di moderni intercettori a reazione, anche se l'intervento e l'impegno di piloti dei Sabre ne conteneva le perdite.

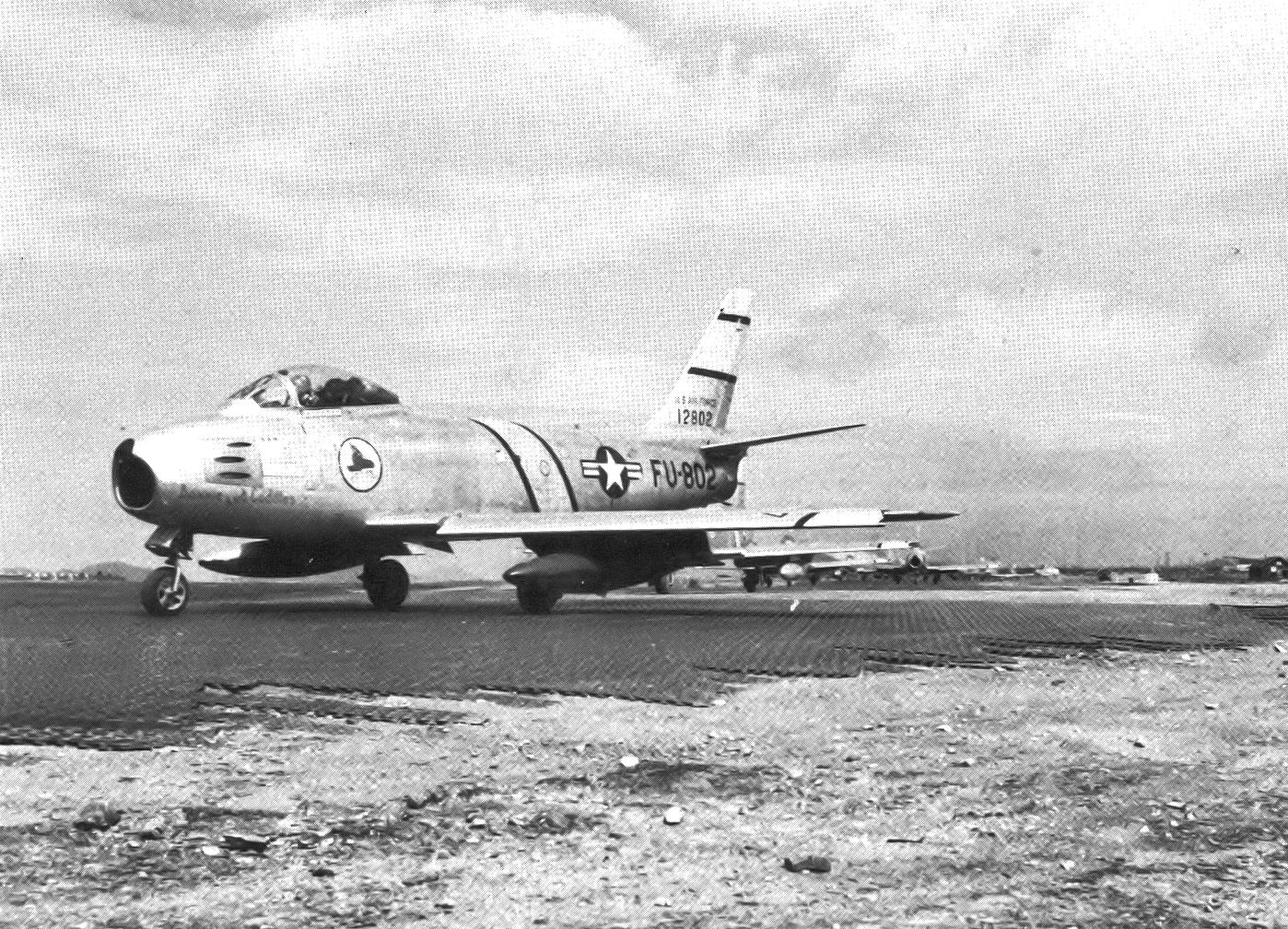
Un F-86E-10 del 334th Fighter-Interceptor Squadron, di base nel 1952 presso la base di Kimpo.

Con lo stabilizzarsi del fronte, a partire da gennaio 1952, i piloti sovietici che avevano preso parte ai combattimenti dall'inizio della guerra, iniziarono il rientro in Unione Sovietica. Si trattava di piloti con grande esperienza, spesso veterani che avevano partecipato alla seconda guerra mondiale, che furono avvicendati da due nuovi reparti, il 97 IAD e il 190 IAD costituiti da piloti con minore addestramento sul MIG-15, di cui solo il 20 per cento aveva partecipato alla seconda guerra mondiale mentre nessuno di loro aveva preso parte fino a quel momento alla guerra di Corea.
Nel mese di giugno del 1952, il 39th FIS andò a completare l'organico del 51st FIG. Le vittorie dei piloti americani aumentarono rapidamente. Il più grande scontro tra MiG "sovietici" e F-86 avvenne il 4 luglio 1952, quando inviati a fronteggiare una grossa formazione di F-84 Thunderjet, i sovietici persero undici MiG, la più grande perdita giornaliera di tutta la partecipazione sovietica alla guerra.
Con il progressivo ritiro dei piloti sovietici  a pilotare i MiG-15 furono principalmente i piloti cinesi della People's Liberation Army Air Force (PLAAF) e i nordcoreani.
Sul finire del 1952, le forze in campo vedevano ancora una forte preponderanza da parte comunista, che poteva vantare la presenza di circa mille MiG-15 a contrastare centocinquanta esemplari di F-86.
Nonostante il vantaggio numerico, lo scarso addestramento dei piloti cinesi e nordcoreani, la presenza tra i reparti operativi di MiG-15 ancora delle prime versioni, la maggior aggressività dei piloti americani che ora erano autorizzati ad inseguire i MiG in territorio cinese fin sui loro aeroporti oltre lo Yalu e l'introduzione in servizio delle nuove versioni di F-86, si rivelarono fattori determinanti per assicurare alle forze ONU il mantenimento della superiorità aerea nella zona delle operazioni.
Le consegne degli F-86F iniziarono nel mese di giugno 1952, inizialmente al 39th FIS e successivamente nel settembre del 1952 al 335th FIS.
La maggior spinta assicurata dal turbogetto J47-GE-27 che passava da 5 200 libbre forza (23 kN) a 6 090 libbre forza (27,1 kN) di spinta consentiva ai piloti americani del Sabre di competere in velocità con il MiG anche alle alte quote, mentre la maggior superficie alare assicurata dall'ala "6-3" riducendo il carico alare ne migliorava le doti di manovrabilità.
Ben presto il numero delle vittorie ottenute negli scontri con i MiG-15 crebbe considerevolmente; il 39thFIS si aggiudicò un totale di ottantuno vittorie durante gli ultimi mesi del 1952.
Il 28 gennaio del 1953 anche i primi F-86F-30, variante "caccia-bombardiere" del Sabre, arrivarono in territorio coreano, assegnati inizialmente al 18th Fighter Bomber Wing basato a Osan. Gli F-86F-30 furono usati in azione anche da reparti della South African Air Force mentre ad aprile 1953 un altro reparto dell'USAF, l'8th Fighter Bomber Wing basato a Suwon aveva completato la conversione sulla versione caccia-bombardiere. Nel corso del mese di giugno 1953 la maggior parte delle perdite di Sabre avvenne durante le missioni d'attacco al suolo piuttosto che nei combattimenti aria-aria. Complessivamente furono sganciate 3 044 short ton (2 761 t) di bombe con la perdita di quattordici F-86 colpiti dal fuoco contraereo.
Nel 1953, gli F-86 assicuravano una completa superiorità aerea. L'Aeronautica dell'Esercito Popolare Cinese di Liberazione perse ottantaquattro MiG-15 e i sovietici quarantasette. Nello stesso periodo l'USAF perse diciannove F-86 in combattimenti con i MiG.
I numeri relativi agli abbattimenti complessivamente registrati sono contrastanti, come spesso capita, a seconda della parte in causa che pubblica il dato. I dati di provenienza statunitense, che indicano circa 800 MiG-15 abbattuti a fronte della perdita di circa 80 F-86, sono sovrastimati. La tendenza a sovrastimare le vittorie (e parallelamente a sottostimare le perdite) è dovuta a tutta una serie di fattori, anche di tipo propagandistico e politico. Altri elementi che possono portare ad una sovrastima delle vittorie dei propri piloti, possono essere rappresentati dal diverso modo di valutare l'accreditamento di un abbattimento tra le varie forze aeree; la tensione psicologica che si manifesta durante le fasi del combattimento aereo che porta facilmente ad errori di valutazione e all'impossibilità di verificare se l'aereo colpito sia effettivamente precipitato al suolo oppure sia riuscito a riprendere il volo e tornare alla base, seppur danneggiato; infine la scarsa efficienza dell fotomitraglatrici non consentiva sempre di verificare le dichiarazioni dei piloti.
Recenti studi statunitensi sulle perdite di F-86 nella guerra di Corea , hanno determinato in duecentoventiquatto le perdite di F-86 durante il conflitto coreano, con la morte di quarantasette piloti, sessantacinque dispersi e ventisei catturati.
Dei duecentoventiquattro F-86 perduti ne risultano centoquattro abbattuti nel corso di combattimenti aereo. Escludendo da questi i casi di perdita per mancanza di carburante o altre cause, si arriva a novantadue F-86 perduti in combattimento aereo con i Mig-15.

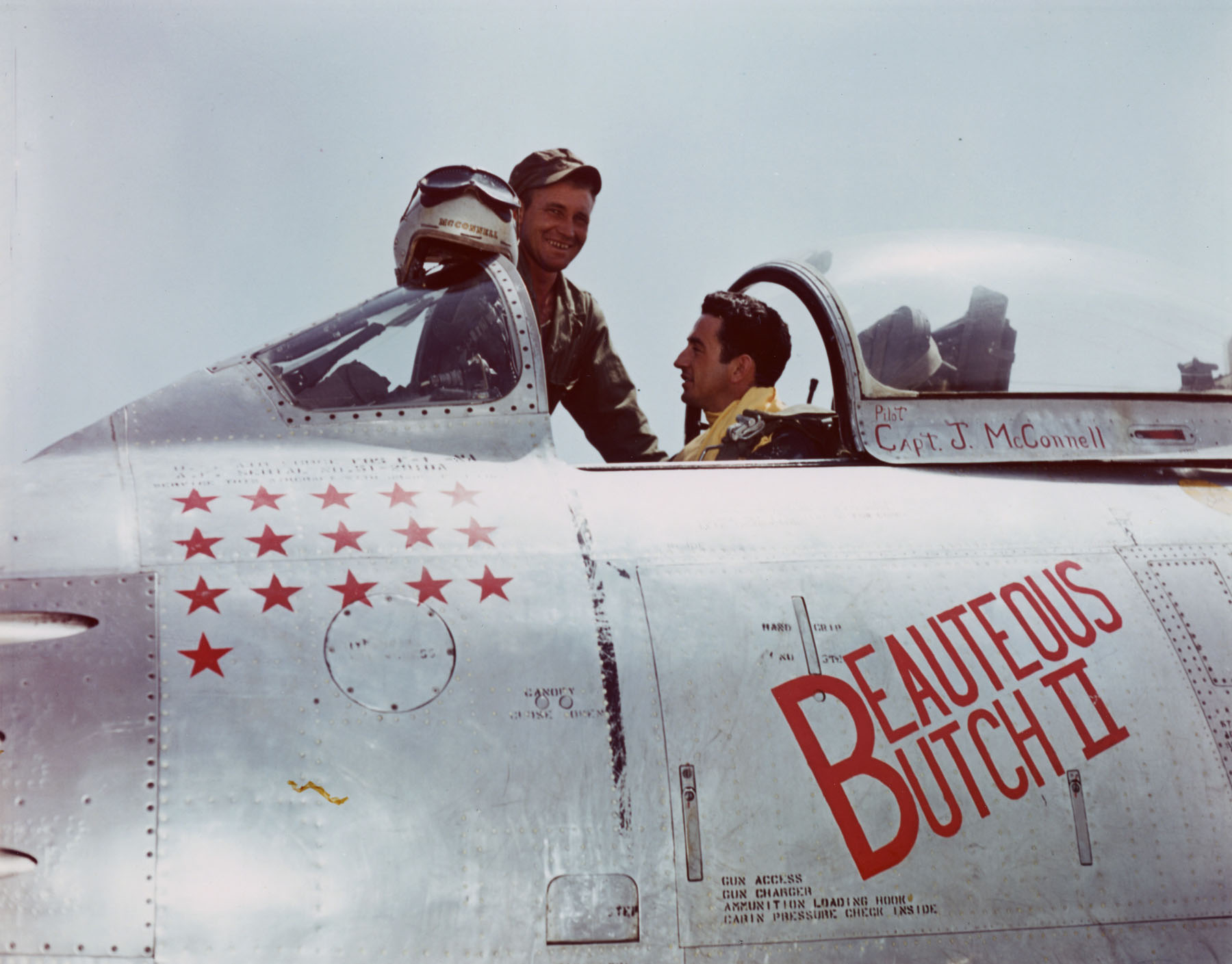
Joseph Christopher McConnell nell'abitacolo del suo F-86

Negli ultimi anni la possibilità da parte degli studiosi di accedere agli archivi sovietici ha permesso studi comparativi con le fonti statunitensi, determinando in trecentodiciannove MiG-15 e centodieci piloti le perdite subite da parte sovietica in duelli aerei durante la guerra di Corea. Da parte cinese risulta confermata la perdita in combattimento aereo con gli F-86 di duecentoventiquattro MiG e di settantasette piloti. Stimando, per mancanza di dati certi, in un centinaio le perdite da parte coreana, si arriva ad un totale di cinquecentosessantasei i MiG distrutti dagli F-86 . Di questi solo quarantanove erano pilotati dai veterani della VV-S che parteciparono ai combattimenti aerei sopra lo Yalu nel 1951. I restanti cinquecentodiciasette MiG era pilotati da cinesi, coreani o piloti sovietici non veterani. Accettando le perdite confermate dall'USAF si arriva ad un kill ratio di 5,8 MiG distrutti per ogni F-86 abbattuto.
Prendendo in considerazione solo le perdite subite contro i piloti sovietici veterani (appartenenti al 303 IAD e al 324 IAD) si arriva ad un kill ratio di 1,4 a 1, sostanzialmente una situazione di parità. Tale rapporto scende ancora ad un valore di 1,2 a 1 se si restringe la valutazione ai combattimenti della versione MiG-15 bis.
Secondo le cifre ufficiali rilasciate dall'USAF, furono 39 i piloti ad assicurarsi la qualifica di "asso dell'aviazione" pilotando un aviogetto nel corso della guerra ed ognuno di essi era al comando di un F-86 Sabre; il pilota a far segnare il maggior numero di successi fu Joseph Christopher McConnell che rivendicò 16 abbattimenti di velivoli nemici.

### Altri Paesi
(Se non diversamente indicato, i dati sono tratti da "F-86F in Foreign Service" in "www.joebaugher.com".)
Arabia Saudita
La Al-Quwwat al-Jawwiyya al-Sa'udiyya nel 1958 ricevette dagli Stati Uniti sedici F-86F in configurazione cacciabombardiere ed equipaggiati con ala "F-40" mentre almeno altri tre aerei potrebbero essere stati presi in carico dopo la loro dismissione da parte della Norvegia. Altre fonti ritengono che in tutto i Sabre ricevuti dai sauditi siano stati oltre trenta. Operativi presso la base di Dhahran furono dismessi nel 1970, dopo una carriera non particolarmente impegnata, per essere rimpiazzati dai Northrop F-5.
Argentina
Dopo una prima, infruttuosa, trattativa per l'acquisizione di trentasei Canadair Sabre Mk.6, nel maggio del 1960 il governo argentino ottenne per la Fuerza Aérea Argentina un lotto di ventotto F-86F, esemplari in surplus dell'USAF.
Consegnati con un tortuoso volo di trasferimento incominciato il 6 settembre 1950 con partenza dall'Arizona, con voli inframezzati da soste presso basi in Texas, Alabama, Florida (dove gli aerei dovettero sostare più a lungo del previsto per l'imperversare dell'Uragano Donna), Giamaica, Panama, Perù e Cile, il 26 settembre i primi nove esemplari raggiunsero la Base Aérea "El Plumerillo" (nei pressi di Mendoza). Gli ultimi esemplari giunsero in Argentina il 6 dicembre successivo.

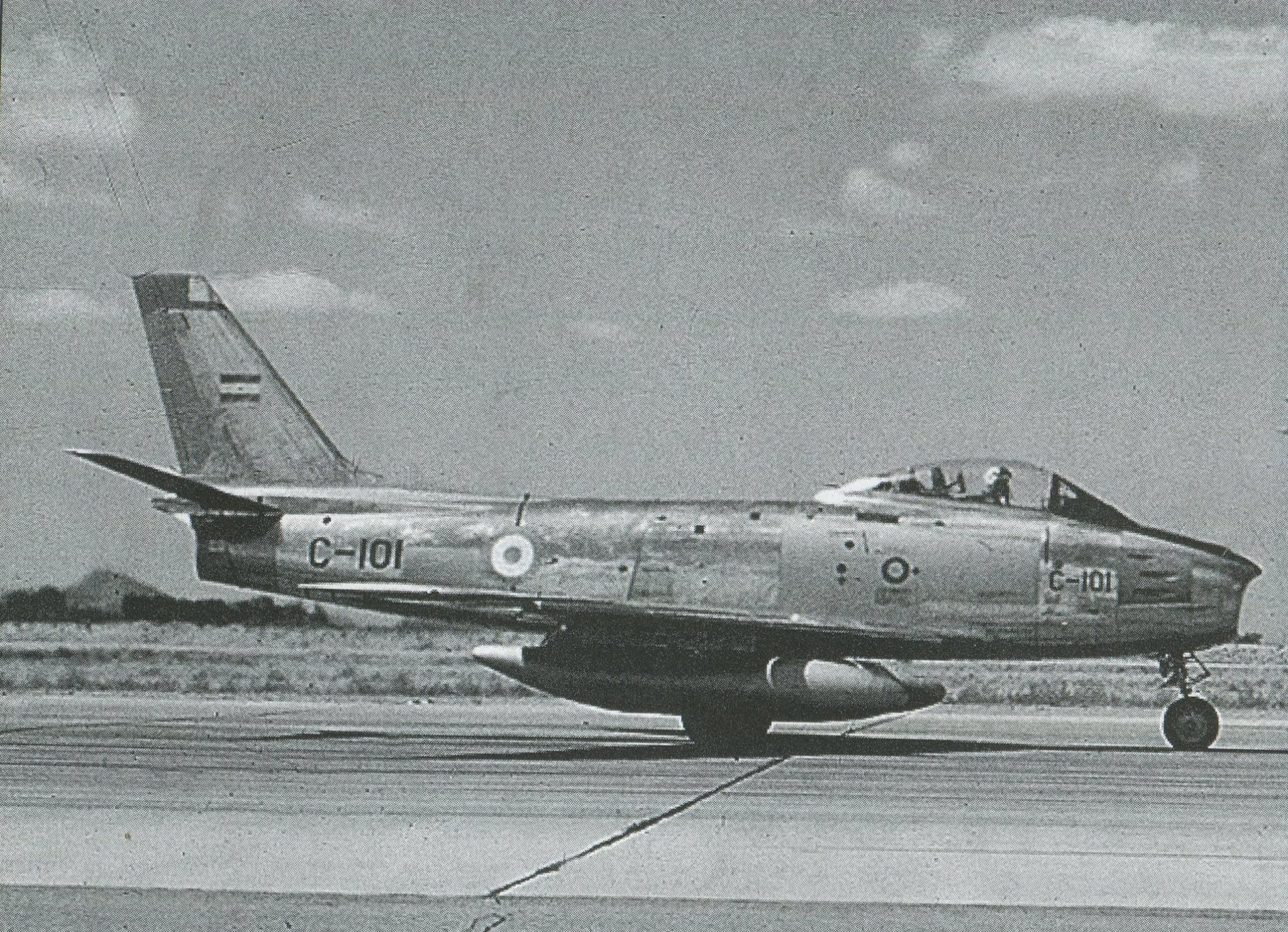
Un Sabre con le insegne della Fuerza Aérea Argentina.

Sul finire del 1961 la FAA, in previsione dei festeggiamenti per il cinquantennale dalla fondazione del Servicio Aéronautico del Ejército, formò quattro pattuglie acrobatiche di cui una equipaggiata con gli F-86F, denominata Escuadrilla Acrobática Cruz del Sur, attiva fino alla fine del 1962.
L'unica occasione di impiego operativo dei Sabre della FAA si registrò nell'aprile del 1963 nell'operazione di bombardamento che pose fine a un tentativo di colpo di Stato organizzato da una parte delle forze armate argentine.
Nel corso del 1976, quando dei ventotto velivoli ricevuti ne restavano solamente quindici, il governo argentino intavolò trattative per la loro cessione all'aviazione dell'Uruguay ma l'operazione, osteggiata dagli Stati Uniti, non andò a buon fine.
Relegati in seguito al ruolo di addestratori, i Sabre furono riportati in condizioni operative all'epoca della guerra delle Falkland, nel 1982, per colmare il vuoto creatosi nei reparti di difesa dei confini, causato dallo spiegamento dei Douglas A-4 Skyhawk nelle zone di guerra. Gli undici esemplari superstiti furono radiati definitivamente nel giugno del 1986 e riconsegnati agli Stati Uniti; alcuni di questi, risistemati e riportati in condizioni di volo, sono oggi di proprietà di privati.
Belgio
La Force Aerienne Belge ricevette un piccolo lotto di F-86F (alcuni indicano 5 velivoli) nel mese di giugno del 1955. Gli aerei furono testati per valutare l'acquisizione del Sabre da parte del governo belga. Sebbene alcuni piloti belgi avessero preso parte a un programma di addestramento all'impiego dell'aereo svolto in Arizona presso la Williams Air Force Base, le autorità finirono per preferire l'utilizzo dell'Hawker Hunter riconsegnando agli Stati Uniti i velivoli in questione.
Bolivia
Nel 1973 la Fuerza Aérea Boliviana ricevette nove F-86F dismessi dal Venezuela; gli aerei furono impiegati presso il Grupo Aereo de Caza 32 di base a Santa Cruz de la Sierra. Operativi fino al 1993, quelli boliviani furono gli ultimi Sabre a rimanere in servizio.
Colombia
In aggiunta ai sei Canadair Sabre acquistati nel 1956, la Fuerza Aérea Colombiana ricevette tre F-86F radiati da parte della Spagna. Due di questi furono impiegati operativamente, in qualità di addestratori avanzati, mentre il terzo fu destinato a fornire pezzi di ricambio per mantenere operativi i primi due. Falcidiati numericamente da sei diversi incidenti, tutti i Sabre superstiti vennero radiati nel corso del 1966.
Corea del Sud
Tra il 1955 e il 1956 gli Stati Uniti d'America fornirono alla Daehan Minguk Gonggun circa centoventi F-86F, per lo più ricondizionati e portati allo standard della versione F-86F-40; tra questi esemplari erano presenti anche una decina di RF-86F. Questi velivoli, destinati a rimpiazzare gli ormai obsoleti F-51D Mustang, andarono ad affiancare le forze dell'USAF come deterrente per eventuali nuovi possibili attacchi da parte delle forze della Corea del Nord.
Adattati, sulla falsariga di quanto avvenuto sugli esemplari destinati al Giappone, i Sabre sudcoreani furono equipaggiati con i missili AIM-9 Sidewinder; rimasero in servizio almeno fino al 1956 quando furono progressivamente sostituiti dai Northrop F-5, ma almeno tre esemplari sopravvissero fino al 1987.
Etiopia
Nell'ambito del Military Assistance Program la Ye Ithopya Ayer Hayl ricevette dagli Stati Uniti la fornitura di dodici F-86F, parte di un programma di addestramento e rafforzamento della forza aerea dell'Etiopia; le consegne ebbero inizio nel corso del 1960.
Ben presto i Sabre etiopi furono chiamati all'azione: nel dicembre di quello stesso anno i caccia della North American, affiancati da alcuni vecchi bombardieri Saab B17A, operarono missioni di attacco per contrastare un colpo di Stato condotto da ribelli nella zona di Addis Abeba. All'intervento della forza aerea viene ascritta buona parte delle ragioni che portarono alla resa dei rivoltosi nel giro di pochi giorni.
Nel settembre del 1961 l'aviazione etiope fu chiamata a prender parte a una missione messa in atto dall'Organizzazione delle Nazioni Unite, denominata ONUC, nell'ambito della crisi del Congo. Inizialmente furono inviati quattro F-86F, seguiti da altri due in un secondo tempo. Dopo poco più di dodici mesi, in seguito a un incidente in cui andò perduto uno dei caccia e il suo pilota perse la vita, all'interno della forza multinazionale si acuirono incomprensioni che portarono al ritiro del contingente etiope celato dietro dichiarazioni di facciata che esprimevano la necessità di richiamare i velivoli per necessità di difesa nazionale.
Negli anni successivi l'Etiopia chiese agli Stati Uniti la fornitura di un'ulteriore quantità di Sabre ma, apparentemente, l'episodio avvenuto in Congo proiettava l'immagine di un paese non affidabile e il flusso di aiuti garantito dal Military Assistance Program venne progressivamente ridotto. L'Etiopia riuscì comunque a ottenere nuovi Sabre da parte dell'Iran che, secondo alcune versioni, furono impiegati nel corso della guerra dell'Ogaden del 1977.
Filippine
La Hukbong Himpapawid ng Pilipinas fu destinataria di diversi F-86F, ma circa il loro numero e la loro provenienza, le fonti non coincidono: secondo alcuni si trattò di quaranta F-86F delle serie "25", "30" e "35", già in forza all'aviazione di Taiwan, consegnati tra il 1957 e il 1958 dopo essere stati aggiornati allo standard F-86F-40.
Secondo altre fonti, però, i primi velivoli provenivano da surplus dell'USAF fino ad allora giacenti in diverse basi, mentre almeno una parte degli aerei era costituita da esemplari dismessi dalla Spagna nella primavera del 1962. Un ultimo lotto di venti F-86F risulterebbe pervenuto da Taiwan nel corso del 1972.
I Sabre rimasero in servizio con l'aviazione filippina per diverso tempo e trovarono impiego nel corso degli scontri interni al paese occorsi tra la fine degli anni sessanta e l'inizio degli anni settanta; i Sabre, a partire dall'inizio del 1966 furono progressivamente rimpiazzati con i Northrop F-5; il processo di sostituzione però si protrasse a lungo e gli ultimi aerei rimasero in servizio ancora fino al 1979.
Giappone

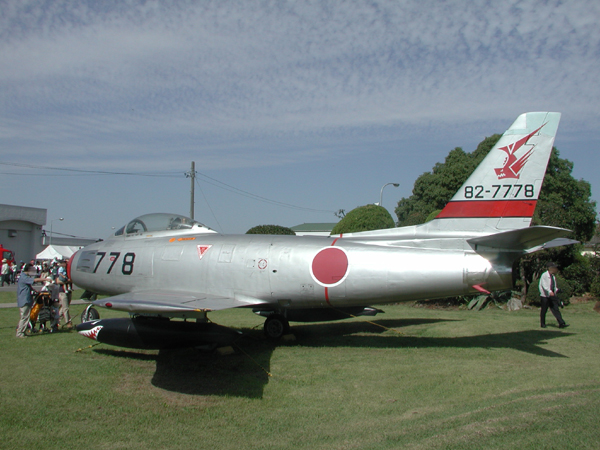
Un F-86F con le insegne della JASDF, esposto all'Aeroporto di Komaki, nei pressi di Nagoya.

Quando, sul finire del 1953, gli alleati della seconda guerra mondiale (fatta eccezione per l'Unione Sovietica) decisero di permettere al Giappone di dotarsi nuovamente di forze militari, il Sabre venne scelto come velivolo da caccia con il quale equipaggiare la nascente forza aerea (Kōkū Jieitai o Japan Air Self-Defense Force); i primi esemplari, consegnati sul finire del 1955, furono ventinove aerei recuperati dall'USAF tra gli F-86F-25 e F-86F-30 in surplus. Altre consegne, proseguite fino ai primi mesi del 1957, portarono il totale a centotrentacinque esemplari, la maggior parte dei quali ammodernati allo standard F-86F-40 mentre almeno diciotto furono successivamente convertiti in ricognitori, secondo lo standard RF-86F.
A partire dal 1956 la Mitsubishi Heavy Industries, oltre alla revisione e all'aggiornamento dei velivoli provenienti dall'USAF, avviò la produzione su licenza di trecento F-86F (tre lotti da cento aerei ciascuno, indicati rispettivamente come Model 231, 238 e 256).
Complessivamente furono 480 gli F-86F utilizzati dalla "JASDF", che li impiegò anche per dare vita alla pattuglia acrobatica dei Blue Impulse nel 1960. I Sabre da caccia furono rimpiazzati solo nel 1980 dai Mitsubishi F-1 mentre gli RF-86F lasciarono il posto, un anno prima, agli RF-4E Phantom. Molti dei Sabre dismessi dalla "JASDF" furono restituiti agli Stati Uniti, secondo i termini previsti dal Military Assistance Program.
Iran

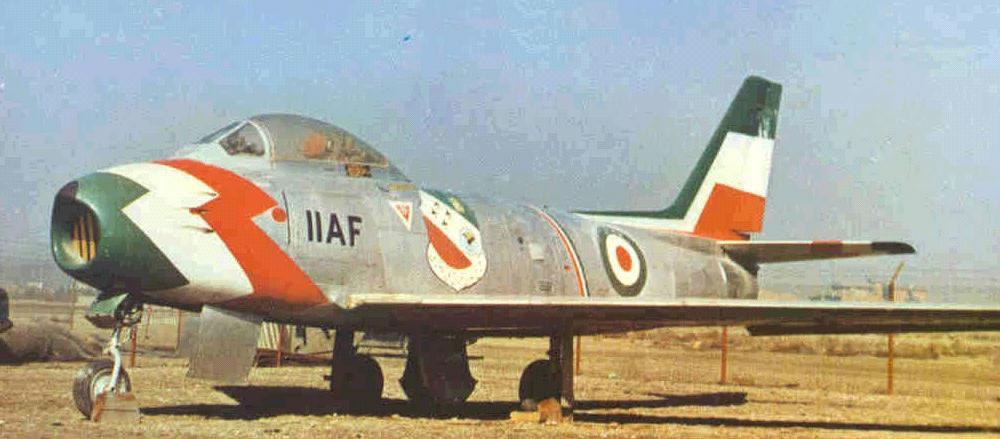
Un F-86 nei colori della pattuglia acrobatica Golden Crown.

Per quanto le notizie relative all'impiego del Sabre nelle file della Niru-ye Havayi-ye Shahanshahiy-e Iran (Aeronautica militare imperiale iraniana) siano piuttosto scarne, alcuni indicano che siano stati non meno di cinquantdue gli F-86F assegnati all'Iran, ancora una volta nel perimetro del Military Assistance Program.
Questi aerei erano stati impiegati in precedenza dall'USAF in Europa; divenuti surplus e temporaneamente immagazzinati presso la base di Châteauroux, prima di essere trasferiti in Iran furono revisionati da parte della Fiat Aviazione, nel 1960. L'arrivo dei Sabre coincise con l'avvio di un processo riorganizzativo dell'Aeronautica imperiale iraniana, appoggiata anche dall'impiego di personale statunitense e britannico.
Già nel corso del 1960 fu riequipaggiata con i Sabre anche la pattuglia acrobatica nazionale Golden Crown, precedentemente operativa con gli F-84G Thunderjet, mentre risale al 1963 la partecipazione di un contingente dell'Aviazione imperiale comprendente quattro F-86F alla già citata missione "ONUC" in Congo.
Negli anni successivi (tra il 1965 e il 1966, quando stando alle dichiarazioni ufficiali gli esemplari in servizio erano ancora quarantadue) i Sabre iraniani sarebbero stati revisionati in Israele da parte della Israel Aerospace Industries; nello stesso periodo però incominciarono le consegne dei nuovi Northrop F-5 che progressivamente sostituirono i Sabre nei reparti di volo. Gli ultimi F-86F iraniani risultano essere stati dismessi nel corso del 1971.
Iraq
Nella seconda metà degli anni cinquanta lo stato iracheno, all'epoca una monarchia filo-occidentale sotto la guida di re Faysal II, ordinò un considerevole numero di F-86F; tuttavia, a seguito di un colpo di Stato attuato il 14 luglio 1958, portò al potere il partito Ba'th, di ispirazione socialista e panaraba, favorevole a un avvicinamento in politica estera all'Unione Sovietica. Di conseguenza gli Stati Uniti disposero il veto alla vendita di qualsiasi armamento al nuovo regime, bloccando la fornitura dei Sabre dopo che ne erano stati consegnati cinque esemplari che alcuni ritengono siano stati successivamente ceduti al Pakistan, mentre altri propendono per la loro distruzione.
Norvegia
Il governo norvegese, anch'esso beneficiario del MAP, ricevette centoquindici F-86F a partire dal marzo del 1957; le consegne furono completate entro il maggio dell'anno seguente e i Sabre andarono a sostituire nei reparti di volo i precedenti F-84G Thunderjet. Tutti gli aerei furono ammodernati allo standard F-86F-40 e negli anni successivi gli esemplari non più in grado di volare vennero (almeno parzialmente) integrati con due diverse consegne per un totale di ulteriori venticinque aerei. I Sabre norvegesi furono sostituiti entro il 1967 dai Northrop F-5 ma alcuni di essi furono nuovamente revisionati e successivamente assegnati all'Arabia Saudita e al Portogallo.
Pakistan
A partire dal 1954 il Pakistan fu destinatario di un considerevole numero di Sabre sia recuperati tra gli esemplari dismessi dagli Stati Uniti sia tra quelli prodotti dalla North American espressamente per l'esportazione secondo gli estremi previsti dal "MAP". Nel primo caso si trattava di F-86F-35 (per lo più aggiornati allo standard "F-40"), nel secondo caso erano F-86F-40 appena usciti dalle catene di montaggio.

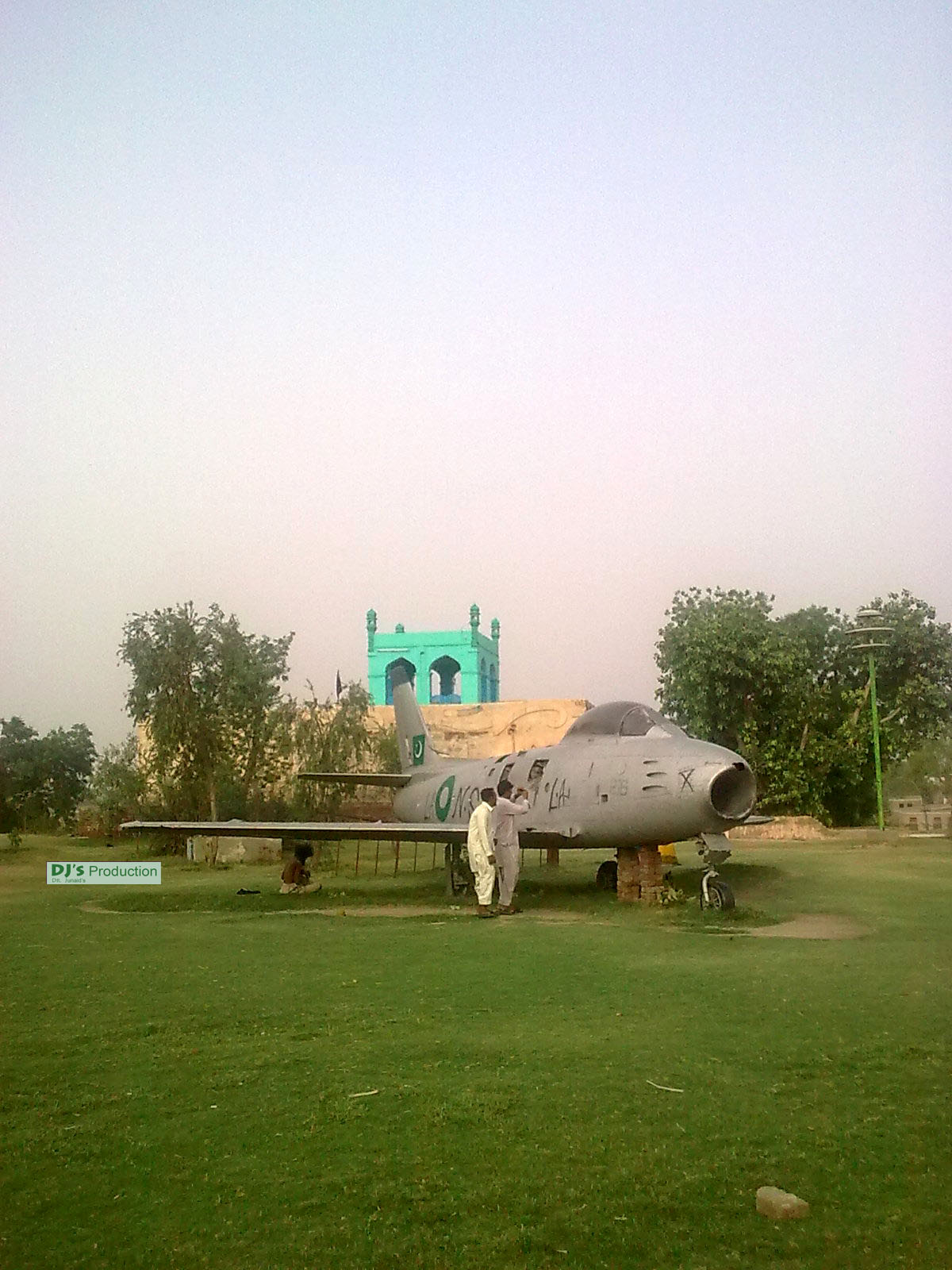
Un F-86F con le insegne dalla Pakistani Fida'iyye esposto nella città di Multan.

Con le insegne della Pakistani Fida'iyye i Sabre ebbero modo di distinguersi nel corso della guerra indo-pakistana del 1965, malgrado all'epoca non fossero più macchine all'avanguardia. Tra le vicende di questo conflitto figura l'impresa di Mohammed Mahmood Alam (Wing Commander della PAK) che, secondo alcune fonti, avrebbe conseguito undici vittorie complessive di cui ben cinque in un giorno solo, di cui quattro (ai danni di altrettanti Hawker Hunter Mk.56 in meno di un minuto. L'evento è tuttavia messo in dubbio da altri; allo stesso modo vi sono diverse versioni circa il numero di vittorie e abbattimenti subiti, a seconda dell'origine delle notizie reperite.
I Sabre pachistani tornarono in azione nel corso della guerra indo-pakistana del 1971, affiancati dai Canadair Sabre Mk.6 nel frattempo venduti dalla Luftwaffe. Anche in questo caso i dati sulle vittorie reclamate (141, per lo più ai danni di Folland Gnat, Mikoyan-Gurevich MiG-21 e Sukhoi Su-7) sono difficilmente confermabili.
Il Sabre rimase in servizio in Pakistan fino al 1980 quando, dopo una serie di incidenti legati prevalentemente all'usura delle macchine, fu definitivamente radiato dai reparti.
Perù
Anche la Fuerza Aérea del Perù (spesso indicata con la sigla FAP) fu tra le aviazioni militari destinatarie del Military Assistance Program e, a partire dal mese di luglio del 1955, ricevette quindici F-86F-25 già appartenuti all'USAF. L'aviazione peruviana rilevò un numero elevato di incidenti ai propri Sabre: tra le cause principali delle perdite viene indicato l'aggressivo comportamento tenuto dai piloti durante le manovre di simulazione del combattimento, in particolare nei confronti degli altri reparti della FAP equipaggiati con gli Hawker Hunter; per rimpiazzare gli esemplari non più in condizione di volo, la FAP ottenne da prima un altro lotto di Sabre e, sul finire degli anni sessanta preferì acquistare alcuni Dassault Mirage 5P francesi.
La scelta di optare per armi di produzione "straniera" determinò la cessazione dell'assistenza militare statunitense a favore del Perù, che intorno alla metà degli anni settanta finì per rimpiazzare gli ultimi Sabre in servizio con i sovietici Sukhoi Su-22.
Portogallo
La Força Aérea Portuguesa ricevette un primo lotto di 50 F-86F a partire dal 1958; si trattava di esemplari provenienti dagli stock dell'USAF che furono aggiornati alla variante F-40 presso gli impianti della FIAT Avio, in Italia. La loro assegnazione fu una sorpresa per il governo portoghese: furono sostanzialmente la contropartita offerta dagli Stati Uniti d'America a fronte del rinnovo degli accordi sull'utilizzo della Base Aérea Nº 4 (per l'USAF e la United States Navy, Lajes Field) situata nelle isole Azzorre, nei pressi della cittadina di Praia da Vitória); nel corso della trattativa i portoghesi avevano richiesto la fornitura di F-84 Thunderjets e l'assegnazione dei Sabre fu quindi gradita.

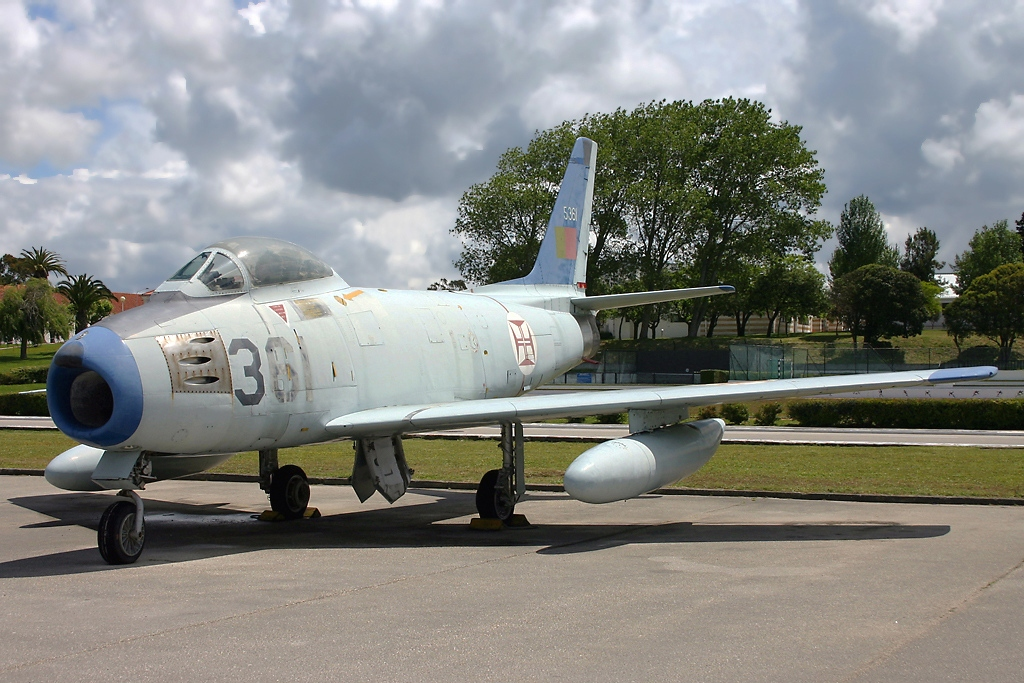
Un Sabre con le insegne della Força Aérea Portuguesa.

Nel 1961, a seguito dei disordini che portarono alla guerra d'indipendenza dell'Angola, il governo portoghese decise di schierare i Sabre nei territori della Guinea come deterrente per prevenire simili eventi nella regione; inizialmente prevista come misura temporanea, la permanenza degli F-86-F durò invece tre anni. I Sabre della Força Aérea Portuguesa (FAP) furono quindi impiegati operativamente nell'estate del 1963 in missioni di supporto tattico quando ebbe inizio la locale guerra d'indipendenza.
L'impiego dei Sabre, consegnati nell'ambito del "MAP" per l'utilizzo sotto l'egida della NATO, non fu però gradito agli Stati Uniti d'America che fecero pressioni per il loro allontanamento dall'area del conflitto; nel mese di ottobre del 1964 i portoghesi decisero per il ritiro degli F-86, sostituiti nelle operazioni dai Fiat G.91.
In patria i Sabre rimasero in servizio ancora diverso tempo con la FAP; sul finire degli anni sessanta fu acquistato un piccolo numero di aerei già usati dall'aviazione norvegese (prevalentemente per utilizzarne le componenti come pezzi di ricambio) e gli ultimi esemplari furono ritirati solamente nel mese di luglio del 1980.
Repubblica di Cina

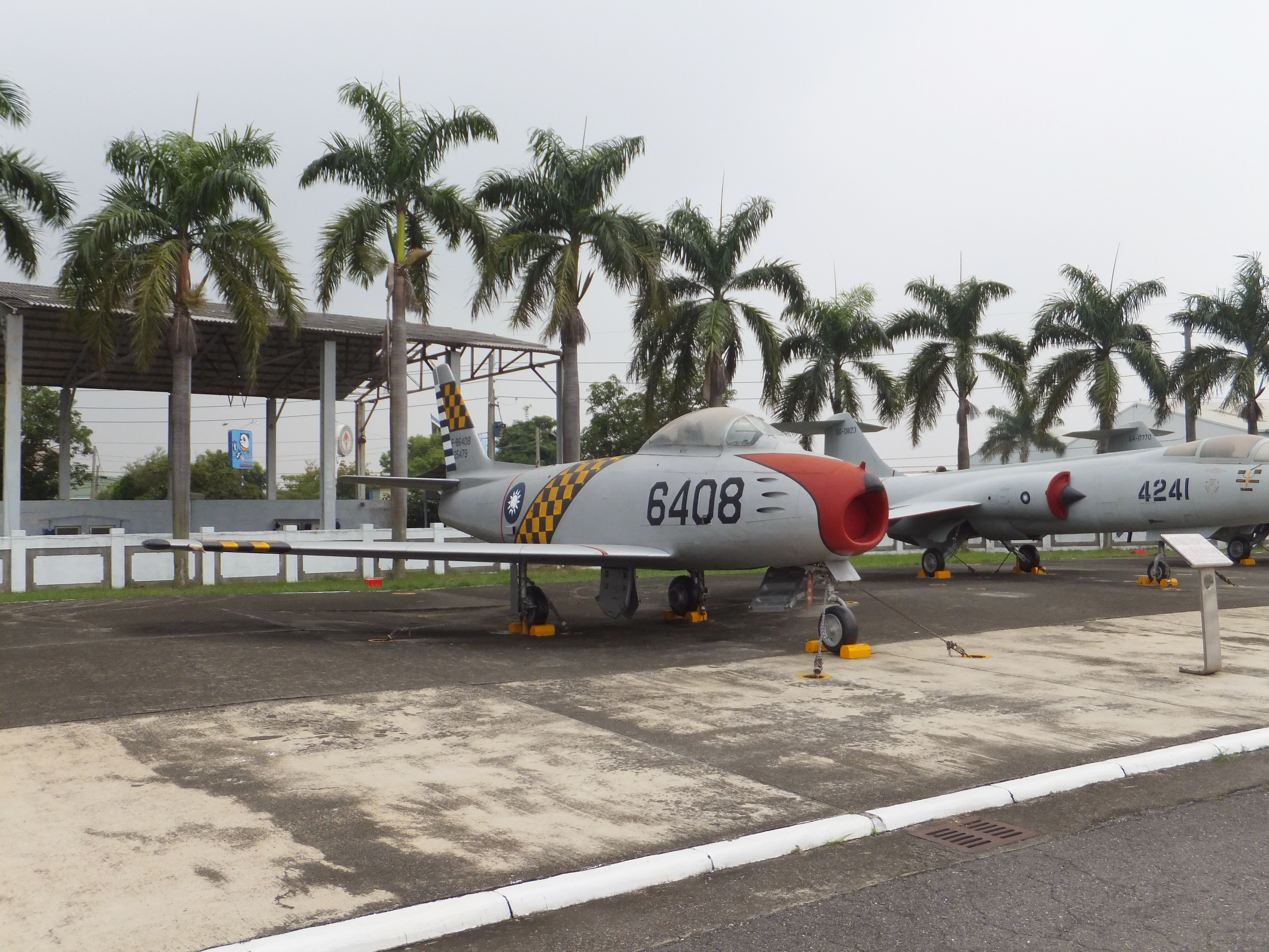
In primo piano un F-86 con le insegne taiwanesi; sulla destra si intravede un Lockheed F-104 Starfighter.

L'aviazione taiwanese fu la principale utilizzatrice dei Sabre, eccezion fatta per l'USAF e la Royal Canadian Air Force. Per quanto concerne il modello F-86, la Zhōnghuá Mínguó Kōngjūn  ricevette tra il 1954 e il 1958 trecentoventi velivoli delle varianti "F-1", "F-30" e "F-40"; tutti inizialmente dotati dell'ala del tipo "6-3" questi aerei furono in seguito aggiornati allo standard "F-40". Altre consegne riguardarono sette RF-86F, un altro lotto di F-86F e alcuni F-86D per un totale stimato complessivamente intorno alle cinquecento unità.
I Sabre taiwanesi furono messi operativamente alla prova nel corso della crisi dello stretto di Formosa, a partire dal mese di agosto del 1958. In questo caso l'avversario era rappresentato dall'aviazione cinese (Zhongguo Renmin Jiefangjun Kongjun) che schierò i propri MiG-15 e MiG-17. Nel corso degli scontri verificatisi, l'aviazione nazionalista fu in grado di sperimentare sul campo l'efficienza del missile AIM-9 Sidewinder, che si dimostrò particolarmente adeguatoː secondo alcuni, in un mese di combattimenti accusando la perdita di solo due F-84 Thunderjet (ma secondo altri il numero dei Sabre abbattuti "non è noto"), i taiwanesi avrebbero abbattuto non meno di ventinove MiG.
Nel corso di questi scontri, si sarebbe anche verificato un curioso incidenteː il 24 settembre del 1958 un Sidewinder lanciato da un Sabre si sarebbe conficcato nella coda di un MiG-17 senza esplodere; il missile, recuperato intatto una volta che l'aereo fu a terra, sarebbe stato recuperato e utilizzato dai sovietici per la realizzazione del missile AA-2 Atoll.
Spagna
Analogamente a quanto avvenuto nel caso del Portogallo, anche la Spagna ottenne la fornitura dei Sabre dall'USAF in cambio della possibilità di utilizzare le basi sul territorio nazionale; a partire dal 1955 dunque, l'Ejército del Aire ricevette duecentosettanta Sabre delle versioni "F-20", "F-25" e "F-30" che, ammodernati allo standard "F-40" dalla Construcciones Aeronáuticas S.A. (CASA), sostituirono nei reparti i vecchi Hispano Aviación HA-1112, versione "autoctona" del Messerschmitt Bf 109.
I Sabre, le cui consegne furono ultimate nel 1958, rimasero a lungo in servizio con l'Ejército del Aire e furono rimpiazzati dai Northropo F-5 a partire dal 1967; l'ultimo F-86F fu dismesso solo nel 1974.
Sudafrica
La Suid-Afrikaanse Lugmag prese parte alla guerra di Corea schierando il proprio No.2 Squadron, equipaggiato con velivoli F-51D Mustang, integrato nel 18th Fighter Bomber Wing dell'USAF. Gli F-51 furono però ritirati dal servizio alla fine del 1952 e il reparto sudafricano fu destinatario di diciotto Sabre nella versione F-86F, prestati dall'USAF, che consentirono di riprendere le operazioni alla metà del marzo successivo; a questi aerei seguì un secondo lotto di quattro esemplari, destinati a sostituire gli esemplari non più in grado di operare.
Complessivamente i Sabre sudafricani compirono 2 032 missioni prima della sigla dell'armistizio al prezzo di sei velivoli, di cui due per effetto del fuoco contraereo nordcoreano. Gli aerei ancora utilizzabili furono successivamente riconsegnati all'USAF che li destinò, in seguito, all'aviazione taiwanese.
Thailandia
La Kongthap Akat Thai fu compresa nel Military Assistance Program già a partire dal 1950 ma ricevette i Sabre solamente a partire dal mese di maggio del 1960, quando fu consegnato un primo lotto composto da venti esemplari della serie F-86F-40.
Un secondo lotto, composto ancora una volta da venti velivoli, fu consegnato nel marzo del 1962 mentre altri sette aerei furono consegnati in seguito, provenienti da aviazioni militari di differenti paesi, al fine di rimpiazzare gli esemplari non più in condizione di operare.
La dismissione degli F-86F thailandesi incominciò nel corso del 1966 quando, ancora una volta, ebbero inizio le consegne dei Northrop F-5.
Tunisia
L'aviazione tunisina, Al-Quwwat al-Jawwiyya al-Jamahiriyya al-Tunisiyya, ottenne dodici F-86F-40 nel corso del 1969; gli aerei rimasero in servizio fino al 1978 quando furono rimpiazzati dagli Aermacchi MB-326K.
Venezuela
La Fuerza Aérea Venezolana ricevette diversi Sabre direttamente dagli Stati Uniti tra il 1955 e il 1960; il loro numero non trova concordi le fonti (almeno ventidue, ma altri riportano trenta).
Quattro di questi aerei furono utilizzati nel corso di un tentativo di colpo di Stato realizzato il 1º gennaio del 1958, dando vita ad azioni di mitragliamento a Caracas, che ebbero come obiettivo palazzi governativi, tra cui quello di Miraflores.
In seguito a questi eventi l'aviazione venezuelana perse gran parte delle proprie capacità e furono diversi i velivoli costretti a terra, non più in condizione di volare per l'assenza di adeguata manutenzione. Gli esemplari superstiti, per quanto non avessero più volato a partire dal 1969, furono radiati nel 1971 e sostituiti con Dassault Mirage III. Successivamente, nel 1973, nove degli F-86F venezuelani furono rivenduti alla Bolivia.

## Versioni
Se non diversamente indicato, i dati sono tratti da "F-86 / F-100" in "www.uswarplanes.net".
- P-86A: prima variante prodotta in serie del Sabre; inizialmente dotata di motore General Electric J47-GE-1 da 21,6 kN di spinta, sostituito in un secondo tempo dal J47-GE-3, dal J47-GE-7 da 23,7 kN e, per ultimo, dal J47-GE-13 da 24,2 kN[1]; ne furono realizzati complessivamente 554 esemplari, di cui 188 originariamente ordinati come P-86B. Nel giugno del 1948, la denominazione passò da P-86 a F-86 per decisione dell'USAF di variare la categoria degli aerei da caccia da Pursuit a Fighter.
  - DF-86A: denominazione assegnata ad alcuni velivoli modificati per consentire la guida dei missili MGM-1 Matador nella loro fase di sviluppo.
  - RF-86A: sigla identificativa di 11 esemplari equipaggiati con due fotocamere e destinati a compiti di ricognizione
- P-86B: variante progettata per l'impiego operativo da piste non preparate; lo sviluppo di nuovi pneumatici e di freni di maggiore efficienza portarono all'abbandono della variante e alla trasformazione dell'ordine siglato con il costruttore in favore di apparecchi della versione A.
- F-86E: seconda variante destinata a operare "caccia diurno" a entrare in produzione; caratterizzata dalla presenza di piani orizzontali di coda completamente mobili, in grado di assicurare migliore efficienza in condizioni di velocità transonica. Dotati di strumentazione di mira aggiornata e di comandi idraulici delle superfici di controllo in sostituzione dei cablaggi meccanici.
  - F-86E(M): designazione assegnata a 302 esemplari di Sabre Mk.4 costruiti in Canada inizialmente utilizzati dalla britannica Royal Air Force e consegnati all'USAF tra il 1956 e il 1958. Modificati (e per questo contraddistinti con il suffisso "M"), furono rivenduti a forze armate di altre nazioni[N 40].
  - QF-86E: denominazione che contraddistinse 66 Sabre Mk.5 della Royal Canadian Air Force convertiti in droni "bersaglio" per le esercitazioni dallo United States Army.
- F-86F: terza variante progettata come "caccia diurno", fu quella prodotta nel più elevato numero di unità. Questi velivoli furono equipaggiati con il motore J47-GE-27 da 26,3 kN; nel corso della produzione fu introdotto un nuovo cupolino con vetratura frontale piatta (le serie precedenti avevano vetro a "v") e vennero nuovamente implementati i sistemi di controllo del tiro. Tuttavia le modifiche più importanti riguardarono le ali che furono modificate eliminando gli ipersostentatori del bordo d'entrata e aumentandone le dimensioni (modifiche che portarono alla definizione di «ala "6-3"», per il numero, espresso in pollici. dell'incremento delle dimensioni rispettivamente alla radice e alle estremità). Furono realizzati anche lotti di velivoli in grado di operare come caccia-bombardieri data la presenza di due piloni subalari al di sotto di ogni semiala.
  - QF-86F: lotto di 31 velivoli modificati in droni "bersaglio" per la United States Navy.
  - RF-86F: denominazione assegnata a 8 aerei modificati in fotoricognitori con l'installazione di tre fotocamere.
  - TF-86F: codice attribuito a due velivoli trasformati in addestratori biposto (con disposizione in tandem).

## Utilizzatori
Arabia Saudita
- Al-Quwwat al-Jawwiyya al-Sa'udiyya

 Argentina
- Fuerza Aérea Argentina

 Belgio
- Force Aerienne Belge

 Bolivia
- Fuerza Aérea Boliviana

 Colombia
- Fuerza Aérea Colombiana

 Corea del Sud
- Daehan Minguk Gonggun

 Etiopia
- Ye Ithopya Ayer Hayl

 Filippine
- Hukbong Himpapawid ng Pilipinas

 Giappone
- Kōkū Jieitai

 Iran
- Niru-ye Havayi-ye Shahanshahiy-e Iran

 Iraq
- Royal Iraqi Air Force

 Norvegia
- Kongelige Norske Luftforsvaret

 Pakistan
- Pakistani Fida'iyye

 Perù
- Fuerza Aérea del Perú

 Portogallo
- Força Aérea Portuguesa

 Spagna
- Ejército del Aire

 Stati Uniti
- United States Air Force
- United States Navy
- National Guard of the United States

 Sudafrica
- Suid-Afrikaanse Lugmag

 Taiwan
- Zhōnghuá Mínguó Kōngjūn

 Tunisia
- Al-Quwwat al-Jawwiyya al-Jamahiriyya al-Tunisiyya

 Venezuela
- Fuerza Aérea Venezolana

### Annotazioni
1. ↑  Data relativa al primo F-86A di serie
2. ↑  Per contro la definizione di "caccia notturno" o "caccia ognitempo" identificava i caccia dotati di apparecchiature radar in grado di acquisire i bersagli anche in assenza di visibilità.
3. ↑  Impianti in precedenza di proprietà della Curtiss-Wright, rilevati direttamente dalla United States Navy alla chiusura dell'azienda nel 1948 e presi in leasing dalla North American per costruire i Sabre.
4. ↑  I diversi "blocchi produttivi" erano identificati mediante i numeri "1", "5", "10" (e progressivamente incrementati di 5 unità); i numeri intermedi erano utilizzati per identificare eventuali successive modifiche relative ai singoli blocchi, per cui gli esemplari indicati come "F-86A-5" appartenevano al secondo blocco produttivo mentre un loro successivo aggiornamento venne identificato con la denominazione "F-86A-6".
5. ↑  Dai numeri in pollici delle modifiche apportate
6. ↑  Comunemente indicata dalle fonti di lingua inglese come Japanese Air Self-Defense Force
7. ↑  Oggi sede dell'Aeroporto Internazionale di Seul-Gimpo
8. ↑  Letteralmente: "secchio del miele"
9. ↑  Letteralmente: "posacenere"
10. ↑  Queste paratie scorrevoli erano state paragonate alle chiusure dei posacenere delle autovetture dell'epoca, da cui il nome attribuito al progetto
11. ↑  Letteralmente: "falciatore"
12. ↑  La sigla RK indica, in lingua tedesca, che anche in questo caso si trattava di un Revolverkanone (in italiano cannone revolver)
13. ↑  Noti anche con il termine inglese "slat".
14. ↑  Sensazione che sarebbe andata persa a causa della presenza del comando idraulico in sostituzione di quello meccanico
15. ↑  Si trova anche l'indicazione "AN/M3", sigla che individua l'utilizzo dell'arma sia da parte dell'esercito ("A"rmy) che da parte della marina ("N"avy) degli Stati Uniti
16. ↑  All'epoca noti con la sigla GAR-8, ad indicare che si trattava di un Guided Aircraft Rocket.
17. ↑  In inglese lead computing gunsight
18. ↑  Da non confondere con Robert Samuel Johnson, asso dell'aviazione statunitense nel corso della seconda guerra mondiale
19. ↑  Velocità comunque subsonica, pari a Ma 0,87
20. ↑  circostanza allora ignota tra le file dei combattenti facenti capo all'Organizzazione delle nazioni Unite
21. ↑  In russo:Gvardejskij Istrebitel'nyj Aviacionnyj Polk, Reggimento Aviazione da Caccia della Guardia
22. ↑  In russo: Istrebitelnaya Aviatsionnaya Diviziya, Divisione Aerea Caccia
23. ↑  Il viale dei MiG, in lingua inglese
24. ↑  I piloti rimanevano prevalentemente sovietici progressivamente affiancati, al termine del loro periodo di addestramento, da piloti cinesi e in misura minore, nordcoreani
25. ↑  Tuttavia i sovietici non lamentarono alcuna perdita quel giorno
26. ↑  La FEAF perse sei B-29 nel solo mese di aprile
27. ↑  "DBR" ossia Damage Beyond Repair: non riparabile
28. ↑  Tra il luglio e la fine delle ostilità la partecipazione dei sovietici alla guerra divenne gradualmente sempre più sporadica
29. ↑  Prevalentemente nella versione "E", ma già erano comparsi i primi velivoli della versione "F"
30. ↑  L'Unione Sovietica poteva soddisfare solo parzialmente le richieste cinesi di nuove versioni di MiG-15
31. ↑  Nota anche come Royal Saudi Air Force
32. ↑  Il tentativo viene indicato con il nome di "Revolución de Azules y Colorados" dal nome delle due fazioni in contrapposizione tra loro
33. ↑  Escludendo alcuni QF-86, bersagli radiocomandati per addestramento dei reparti antiaerei dell'U.S. Navy
34. ↑  La forza aerea sudcoreana viene indicata dalle fonti di lingua inglese come Republic of Korea Air Force (ROKAF)
35. ↑  Sotto il profilo tecnico il regime dello scià, da poco restaurato con l'appoggio degli Stati Uniti e del Regno Unito, era una monarchia costituzionale, ma in pratica lo scià esercitava un potere assoluto
36. ↑  Grado che non ha un corrispondente preciso nell'aviazione italiana, ma indica sostanzialmente un "Capo Squadriglia"
37. ↑  Anche conosciuta internazionalmente con la dizione in inglese Republic of China Air Force, abbreviata in RoCAF
38. ↑  Indicata dalle fonti di lingua inglese come South African Air Force (SAAF)
39. ↑  Le fonti di lingua inglese la indicano come Royal Thai Air Force (RTAF)
40. ↑  In quanto realizzati dalla Canadair, questi velivoli non sono conteggiati tra gli esemplari costruiti del North American Sabre

### Fonti
1. 1 2 3 4 5 6 7 8 9 10 11 12 13 14 15 16 17 18  North American F-86A Sabre, in "joebaugher.com".
2. 1 2 3 4 5 6  North American F-86 Sabre, in "uswarplanes.net".
3. ↑  Davis, 2000, p. 35.
4. ↑  Curtis, 2000, p. 69.
5. 1 2 3 4 5 6  Greg Goebel, "The North American F-86 Sabre - [1.2] Sabre Origins: XP-86" in "airvectors.net".
6. 1 2 3 4 5 6  Greg Goebel, "The North American F-86 Sabre - [1.4] F-86A" in "airvectors.net".
7. ↑  Curtis, 2000, p. 19.
8. 1 2 3 4 5 6  Joseph F. Baugher, "North American F-86E Sabre" in "joebaugher.com".
9. 1 2 3 4 5 6 7 8 9 10 11 12 13 14 15 16 17 18 19 20 21 22  Joseph F. Baugher, "North American F-86F Sabre" in "joebaugher.com".
10. 1 2 3 4 5 6 7 8  Greg Goebel, "The North American F-86 Sabre - [2.1] F-86E, F-86F / conclusion in Korea" in "airvectors.net".
11. 1 2 3 4 5  Joseph F. Baugher, "North American F-86F-40-NA" in "joebaugher.com".
12. 1 2  Curtis, 2000, p. 83.
13. 1 2 3  Joseph F. Baugher, "North American RF-86A Sabre" in "joebaugher.com".
14. 1 2 3 4 5 6 7 8 9 10  Greg Goebel, "The North American F-86 Sabre - [2.3] Reconnaissance Sabres" in "airvectors.net".
15. 1 2  Joseph F. Baugher, "North American RF-86F Sabre" in "joebaugher.com".
16. 1 2 3 4 5 6  Curtis, 2000, p. 87.
17. 1 2 3 4  Joseph F. Baugher, "North American TF-86F Sabre" in "joebaugher.com".
18. 1 2 3 4  Curtis, 2000, p. 84.
19. ↑  Greg Goebel, "The North American F-86 Sabre - [2.2] Gunval Sabres/TF-86F trainer" in "airvectors.net".
20. 1 2 3 4 5 6  Curtis, 2000, p. 85.
21. ↑  Joseph F. Baugher, "Cannon-Armed F-86Fs".
22. 1 2  Curtis, 2000, p. 86.
23. ↑  Curtis, 2000, p. 17.
24. 1 2  Thompson, 2002, p. 14.
25. 1 2  Dildy e Thompson, 2013, p. 48.
26. ↑  Dildy e Thompson, 2013, p. 49.
27. ↑  Dildy e Thompson, 2013, p. 50.
28. ↑  Dildy e Thompson, 2013, p. 55.
29. ↑  McLelland, 2015, p. 35.
30. ↑  Dildy e Thompson, 2013, p. 56.
31. ↑  Dildy e Thompson, 2013, p. 63.
32. ↑  Dildy e Thompson, 2013, p. 70.
33. ↑  Dorr e Lake, 1995, p. 81.
34. ↑  Dildy e Thompson, 2013, p. 72.
35. 1 2  Dildy e Thompson, 2013, p. 73.
36. ↑  Joseph F. Baugher, "F-86F in Foreign Service" in "joebaugher.com".
37. 1 2 3 4  Curtis, 2000, p. 175.
38. 1 2 3 4  Curtis, 2000, p. 134.
39. ↑  Curtis, 2000, p. 135.
40. 1 2 3  Curtis, 2000, p. 136.
41. ↑  Curtis, 2000, p. 138.
42. ↑  Curtis, 2000, p. 143.
43. ↑  Curtis, 2000, p. 163.
44. 1 2 3 4  Curtis, 2000, p. 144.
45. ↑  Curtis, 2000, p. 145.
46. ↑  Curtis, 2000, p. 146.
47. 1 2 3  Curtis, 2000, p. 170.
48. 1 2  Curtis, 2000, p. 157.
49. 1 2  Curtis, 2000, p. 158.
50. 1 2 3  Curtis, 2000, p. 159.
51. ↑  Curtis, 2000, p. 167.
52. ↑  Curtis, 2000, p. 168.
53. ↑  Curtis, 2000, p. 172.
54. ↑  Curtis, 2000, p. 171.
55. 1 2  Curtis, 2000, p. 173.
56. 1 2  Curtis, 2000, p. 179.
57. 1 2 3  Curtis, 2000, p. 180.
58. 1 2  Curtis, 2000, p. 176.
59. 1 2 3 4  Curtis, 2000, p. 181.
60. 1 2  Curtis, 2000, p. 182.
61. 1 2  Curtis, 2000, p. 183.
62. ↑  Simon Beck, in "uswarplanes.net".

### Pubblicazioni
- (EN) Flypast Magazine, Stamford, UK, Key Publishing Publications, agosto 2007.
- (EN) Larry Davis, F-86 Sabre, in In Action, n. 33, Carrollton, Texas, USA, Squadron Signal Publications, ottobre 1979, ISBN 978-0-89747-032-2.
- (EN) Larry Davis, F-86 Sabre, in In Action, n. 126, Carrollton, Texas, USA, Squadron Signal Publications, dicembre 1992, ISBN 978-0-89747-282-1.
- (EN) Larry Davis, F-86 Sabre, in Walk Around, n. 21, Carrollton, Texas, USA, Squadron Signal Publications, gennaio 2000, ISBN 978-0-89747-409-2.
- (EN) Larry Davis, F-86 Sabre, in In Action, n. 33, Carrollton, Texas, USA, Squadron Signal Publications, ottobre 1979, ISBN 978-0-89747-032-2.